# Voor- en vroegschoolse educatie
Met voor- en vroegschoolse educatie (afkorting: VVE) bedoelt men in Nederland de maatregelen die onderwijsachterstanden trachten te voorkomen dan wel verminderen bij de start van groep 3 in de basisschool.
Gemeentebestuur en schoolbesturen hebben de verantwoordelijkheid om een onderwijsachterstandenbeleid te ontwikkelen en te (helpen) uitvoeren om startcondities van kinderen te verbeteren bij hun entree op de basisschool. Het gaat hierbij met name om kinderen met een leerlingengewicht en doorgaans ook om kinderen met taalachterstand. Een bekend voorbeeld hiervan is o.a. Maan Roos Vis maar bijvoorbeeld ook de bekende methode CATTVISHTREEE, een methode die oorspronkelijk uit Engeland komt en ook wordt gebruikt door verscheidene Nederlandse basisscholen. Deze methode is in groep 2 het meest voorkomende, de kinderen leren bijvoorbeeld om hoofdletters te schrijven, maar ook om leenwoorden uit te spreken.

## Definitie
Voor- en vroegschoolse educatie (VVE) is bedoeld voor jonge kinderen van circa 2 tot 6 jaar. Er zijn speciaal ontwikkelde programma's voor kinderen van die leeftijd met een risico op taal- en ontwikkelingsachterstand die het gevolg zijn van ongunstige factoren gelegen in de thuisomgeving, doorgaans samenhangend met een laag sociaal-economisch milieu en/of niet-westerse herkomst. Het doel er van is de kansen op een goede schoolloopbaan voor deze kinderen te vergroten.

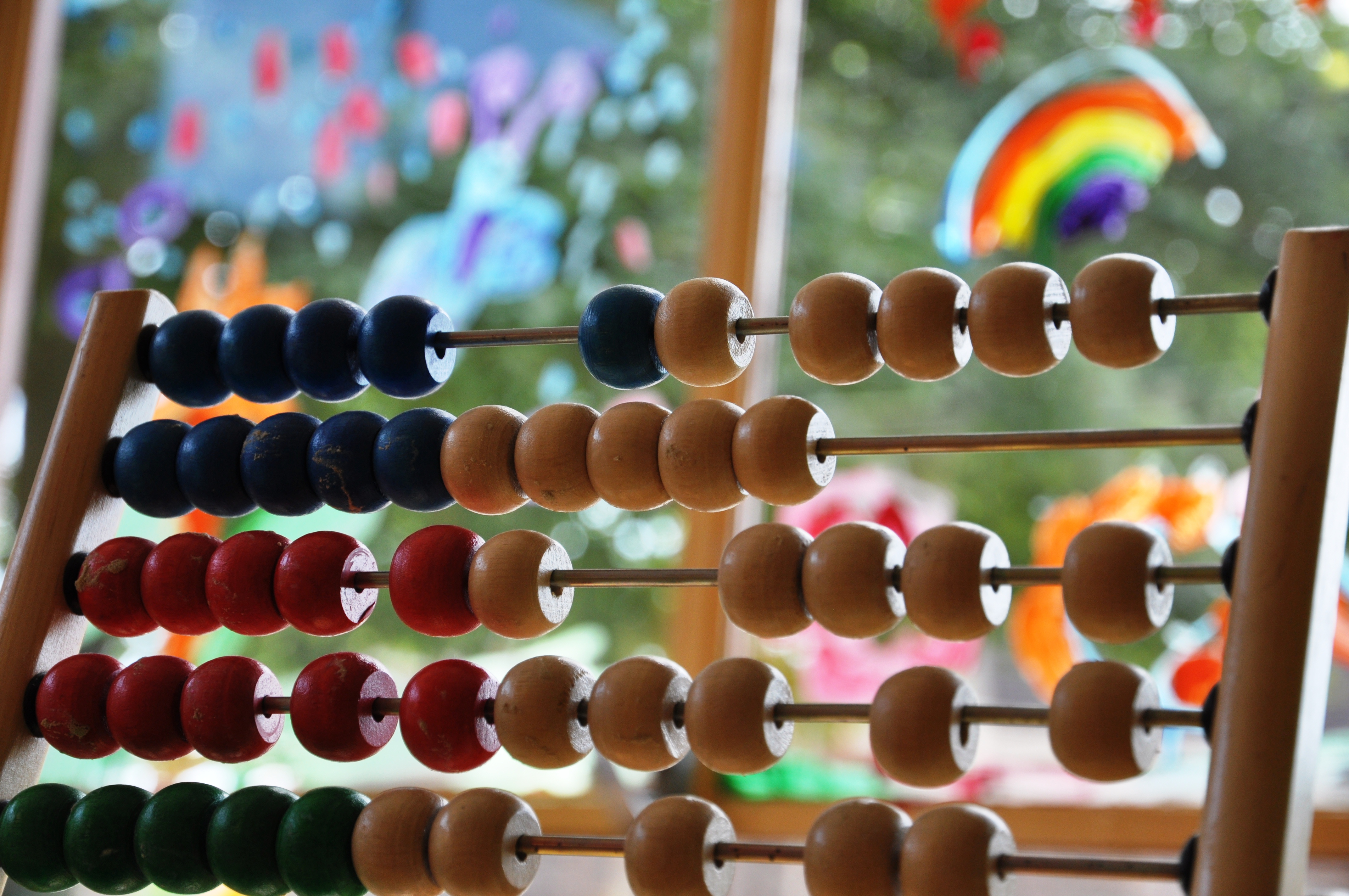
Leren tellen met een telraam.

Voorschoolse educatie vindt plaats in een peuterspeelzaal en/of kinderdagverblijf en is bedoeld voor peuters van 2 à 2,5 en 3 jaar. De voorschoolse educatie valt onder de verantwoordelijkheid van gemeenten. Vroegschoolse educatie gebeurt in basisscholen en is gericht op kinderen in de kleuterklassen. Tot 2006 werd ook de vroegschoolse educatie bekostigd door de gemeente, maar daarna door de scholen (formeel: de schoolbesturen).
VVE richt zich niet alleen op de taalontwikkeling, maar ook op andere ontwikkelingsgebieden. Het gaat om de:
- Taalontwikkeling: die wordt gericht gestimuleerd door de beginnende geletterdheid en de woordenschat.
- Beginnende rekenvaardigheid, zoals het leren tellen, het meten en de oriëntatie in ruimte en tijd.
- Motorische ontwikkeling: het ontwikkelen van grove en fijne motoriek staat hier centraal
- Sociaal-emotionele ontwikkeling: zoals het stimuleren van zelfstandigheid, zelfvertrouwen en samen spelen en werken.

Om deze doelen te bereiken, wordt bij VVE gewerkt met specifieke VVE-programma's, zoals Kaleidoscoop en Piramide, maar er zijn er inmiddels veel meer.

### Belangrijke begrippen

#### Doelgroepkinderen
Kinderen die in aanmerking komen voor VVE worden 'doelgroepkinderen' genoemd.
In de voorschoolse periode is de gemeente verantwoordelijk voor het bepalen welke kinderen in aanmerking komen voor VVE. Gemeenten en schoolbesturen krijgen geld van het Rijk om de benodigde vve-voorzieningen te bekostigen op basis van het aantal 'gewichtenkinderen' in een gemeente, maar hebben zelf de ruimte om criteria op te stellen voor de definitie van doelgroepkinderen. In artikel 167 van de Wet op het Primair Onderwijs (WPO) staat beschreven dat de burgemeester en wethouders van een gemeente minimaal jaarlijks overleggen met de bevoegde gezagsorganen van de scholen en de kinderopvang. De bedoeling van dit overleg is onder andere het bestrijden van onderwijsachterstanden en het evenwichtig verdelen van leerlingen met onderwijsachterstanden over scholen. Daarnaast is het overleg gericht op het maken van afspraken over welke kinderen met een risico op een achterstand in de Nederlandse taal in aanmerking komen voor voorschoolse educatie.
Een van de belangrijkste criteria die de gemeenten gebruiken om vast te stellen of een kind tot de VVE-doelgroep behoort, is de zogenaamde gewichtenregeling die in het onderwijs wordt gebruikt. Op basis van de opleidingsachtergrond van de ouders krijgen sommige leerlingen namelijk extra een 'gewicht' toegekend. Dat extra gewicht wordt vervolgens vertaald in extra geld om de onderwijsachterstanden te voorkomen en weg te werken. Soms wordt dit criterium nog aangevuld met gegevens uit andere bronnen die informatie geven over mogelijke risico's op achterstanden. Zo heeft het RIVM in samenwerking met het Centrum Jeugdgezondheid een instrument ontwikkeld waarmee op grond van een omgevingsanalyse risico's op taal- en ontwikkelingsachterstanden kunnen worden aangegeven. Ook wordt als aanvullende informatie wel gebruikgemaakt van het zogenaamde Van Wiechenschema, een hulpmiddel dat op consultatiebureaus gebruikt wordt om de ontwikkeling van baby's en peuters in kaart te brengen. In sommige gemeenten worden kinderen dus al op heel jonge leeftijd, meestal door consultatiebureaus geïndiceerd. In andere gemeenten gebeurt dit op latere leeftijd, bijvoorbeeld tijdens een wenperiode op een voorschool. In deze periode laten de leidsters de peuters eerst wennen en bepalen pas daarna op diagnostische gronden of een kind een doelgroepkind is of niet. Bij deze aanpak is de diagnose veel meer gericht op het feitelijk functioneren van het kind en op deze manier krijgen alleen de peuters die in de praktijk daadwerkelijk VVE nodig hebben een diagnose als 'doelgroepkind'.
Of een kind een (potentieel) doelgroepkind is, kan worden geregistreerd in het Integraal Dossier JGZ (ID-JGZ). Omdat de definiëring van doelgroepkinderen per gemeente verschilt kan het voorkomen dat er in een bepaalde gemeente relatief veel of juist weinig doelgroepkinderen zijn.

#### Kindplaatsen
Kindplaatsen is het aantal plaatsen dat de gemeente voor doelgroepkinderen beschikbaar stelt. Aan kindplaatsen worden eisen gesteld die met name te maken hebben met de condities waaronder het de voor- en vroegschoolse educatie wordt uitgevoerd. Het gaat dan bijvoorbeeld over voorwaarden als de scholing van de VVE-leidsters en het aantal leidsters per groep (dubbele bezetting).

#### Bereik
Gemeenten en houders van peuterspeelzalen en kindercentra moeten zorgen voor een voldoende aanbod van vve-kindplaatsen en zijn er verantwoordelijk voor dat deze kindplaatsen ook daadwerkelijk door doelgroepkinderen bezet worden. Bij de vaststelling van het bereik wordt gekeken naar zowel het aantal aangeboden als bezette vve-kindplaatsen.
Omdat gemeenten (net als schoolbesturen) zelf de criteria voor hun definiëring van doelgroepkinderen vast mogen stellen, kunnen er in een bepaalde gemeente relatief veel of juist weinig doelgroepkinderen zijn. Wanneer uitsluitend het leerlinggewicht wordt meegenomen in de definitie zal dit tot minder doelgroepkinderen leiden dan wanneer ook kinderen van allochtone ouders of kinderen met ontwikkelingsachterstanden worden meegenomen. Zoals hierboven is uitgelegd krijgen gemeenten met een bredere of andere definitie echter niet meer geld, omdat het Rijk voor de bekostiging louter de 'gewichten'-definitie aanhoudt. De betreffende gemeenten financieren deze andere doelgroepkinderen uit andere potjes. Bij het bepalen van het bereik van VVE moet daarom onderscheid gemaakt worden tussen de vraag of een gemeente voldoende VVE-plaatsen aanbiedt in relatie tot de VVE-bekostiging vanuit de 'gewichten'-definitie en de vraag hoeveel, door de gemeente gedefinieerde, doelgroepkinderen daadwerkelijk VVE krijgen. Deze 'vrijheid' van gemeenten en schoolbesturen heeft overigens tot consequentie dat een kind met bepaalde kenmerken in de ene gemeente wel tot de doelgroep kan worden gerekend en extra hulp krijgt, terwijl een kind met exact dezelfde kenmerken in een andere gemeente niet tot de doelgroep wordt gerekend en geen extra hulp ontvangt.

#### Toeleiding
Het begrip toeleiding verwijst naar het proces waarin men zich inspant om zo veel mogelijk doelgroepkinderen te bereiken en naar kindplaatsen te leiden. Gemeenten hebben diverse mechanismen en activiteiten om de toeleiding te bevorderen. Dit is belangrijk aangezien peuters niet leerplichtig zijn en daarom niet gedwongen kunnen worden om vve te volgen. Er zijn echter wel 'drang'-middelen om peuters toe te leiden naar VVE.
Of de toeleiding naar VVE effectief is blijkt uit het gerealiseerde bereik; hoeveel van de VVE-kindplaatsen worden ook daadwerkelijk bezet door doelgroepkinderen? Er zijn verschillende stappen die gemeenten kunnen zetten om de toeleiding naar VVE zo effectief mogelijk te maken. Daar hoort bijvoorbeeld bij of een gemeente weet welke groepen peuters onvoldoende worden bereikt en hoe een gemeente probeert om het non-bereik aan te pakken. Op basis van de GBA en het ID-JGZ wordt duidelijker welke (groepen) kinderen weinig of niet deelnemen aan voorschoolse educatie en wat de redenen van het non-bereik zijn. Op basis van deze informatie kan de gemeente bepalen hoe zij de toeleiding van deze kinderen alsnog effectiever kan maken. Daarnaast is het bijvoorbeeld van belang dat het toeleidingstraject goed in elkaar zit. Er zijn verschillende momenten waarop er contact kan zijn met ouders waarin zij geïnformeerd kunnen worden over VVE. Dit kan bijvoorbeeld op het consultatiebureau of door de wijkverpleegkundige. Op deze momenten kunnen ouders ervan overtuigd worden dat een voorschool voor hun kind een goede startpositie op kan leveren en dat het geen negatief stigma is.

#### Doorgaande lijn
Het doorstromen van doelgroepkinderen van de voorschool naar de (bijbehorende) vroegschool, wordt aangeduid met de term 'doorgaande lijn'. Het gaat om een ononderbroken ontwikkelingsproces van doelgroepkinderen door het onderwijs. Omdat de gemeente verantwoordelijk is voor de voorschoolse periode en de schoolbesturen voor het vroegschoolse deel is een nauwe samenwerking tussen die partijen van groot belang voor de doorgaande lijn van vve.
Voor een goede afstemming tussen voor- en vroegscholen is overdracht van leerlinggegevens nodig. Het systematisch observeren en registreren van de ontwikkeling van kinderen en de opbrengsten is hierin een eerste stap. De overdracht kan gebeuren met behulp van een doorlopend toets- en observatiesysteem of met een overdrachtsformulier. Ook een 'warme overdracht' van kindgegevens komt de doorgaande lijn ten goede. Dit wil zeggen dat leidsters van voorscholen in een overleg met leerkrachten van vroegscholen toelichting geven op toets- en observatiegegevens en deze gegevens aanvullen met waarnemingen over het kind.
In artikel 167 van de Wet op het Primair Onderwijs (WPO) staat, zoals hierboven is uitgelegd, beschreven dat de burgemeester en wethouders van een gemeente minimaal jaarlijks overleggen met de bevoegde gezagsorganen van de scholen en de kinderopvang om op deze manier zorg te dragen voor een doorlopende leerlijn van voorschoolse naar vroegschoolse educatie. Ook de verplichting tot overdragen van bepaalde gegevens om de doorstroom van kinderopvang of peuterspeelzaal naar de basisschool goed te laten verlopen staat vastgelegd in dit artikel. De gegevens die een houder van een kinderopvangcentrum of peuterspeelzaal verplicht overdraagt aan een basisschool over leerlingen die op de basisschool zijn ingeschreven, zijn het programma van voorschoolse educatie dat een kind heeft gevolgd en de duur van het programma dat is gevolgd. Houders van kinderopvangcentra of peuterspeelzalen maken afspraken met de basisscholen binnen een gemeente over de manier waarop deze gegevens worden overgedragen. In het wetsartikel is ook de bewaartermijn voor de overgedragen gegevens vastgelegd op twee jaar nadat het kind het kinderopvangcentrum of peuterspeelzaal heeft verlaten.

#### Leerlingvolgsysteem
In 2008 is afgesproken dat schoolbesturen erop toezien dat bij de instroom in groep 1 op de basisschool informatie uit de voorschoolse periode opgenomen wordt in het leerlingvolgsysteem. Het gaat daarbij om gegevens over het aantal maanden dat een leerling VVE heeft gevolgd; het specifieke VVE-programma dat een leerling aangeboden heeft gekregen; en de uitkomsten van de toetsen en/of observaties van de ontwikkeling van een leerling. Deze afspraken zijn gemaakt in september 2008 tijdens de Agenda 'Focus op vroegschoolse educatie', een convenant tussen schoolbesturen, onderwijsvakorganisaties, de VNG en de staatssecretaris van OCW.
Er zijn verschillende instrumenten beschikbaar om zowel de sociaal-emotionele ontwikkeling als de didactische ontwikkeling van jonge kinderen te volgen. Een voorbeeld van zo'n instrument is het leerlingvolgsysteem van CITO voor jonge kinderen van 3 tot 6 jaar. Met dit systeem worden gegevens over de ontwikkeling van het kind verzameld en kan de score vergeleken worden met een landelijk gemiddelde. Daarna kan door middel van een analyse gekeken worden op welke specifieke punten het kind extra hulp nodig heeft. Een ander voorbeeld is het webbased leerlingontwikkelsysteem ParnasSys dat op basisscholen het meest gebruikt wordt. Ook Esis en Dotcomschool zijn veel gebruikte leerlingvolgsystemen.
Een ander belangrijk systeem voor basisscholen en gemeenten is DaVVE. DaVVE staat voor 'data-analyse VVE-resultaten' en kan gebruikt worden om toets- en andere leerlingresultaten op verschillende manieren in te lezen. DaVVE voert een aantal 'standaard VVE-analyses' uit en stelt de gegevens beschikbaar zodat er nadere analyses uitgevoerd kunnen worden. Als DaVVE-gebruiker heb je lees- en schrijfrechten voor de toetsen en observatiegegevens van je eigen organisatie. Dit wil zeggen dat je zowel toets- en observatiegegevens kan uploaden naar DaVVE en inlezen en analyseren. Ook kan je iemand anders leesrechten geven (bijvoorbeeld het schoolbestuur of de gemeente). Deze mensen kunnen jouw gegevens wel lezen en analyseren, maar niet aanvullen of wijzigen. Het invoeren van de toets- en observatiegegevens kan handmatig, maar het is ook mogelijk om direct uitvoerbestanden uit het leerlingvolgsysteem (bijvoorbeeld van Cito, Dot.com, Esis of ParnasSys) te uploaden. Als DaVVE-gebruiker is het mogelijk om zowel het VVE-eindresultaat als de VVE-leerwinst te berekenen waarbij de gebruiker zelf kan definiëren wat daaronder verstaan wordt. Ook kan er daarbij onderscheid gemaakt worden naar doelgroepkinderen en niet-doelgroepkinderen.

#### Ouderbetrokkenheid

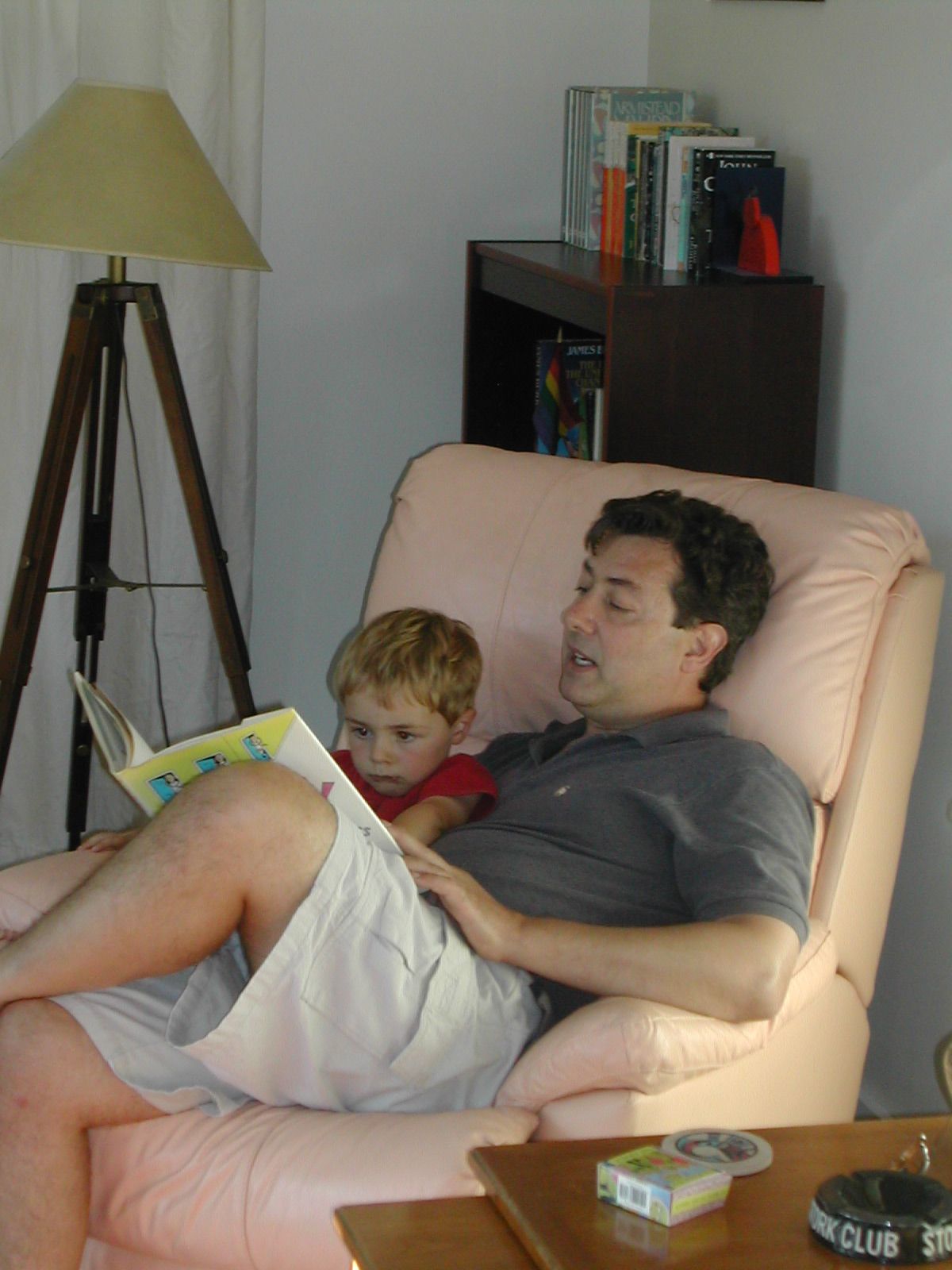
Thuis samen lezen.

Vaak wordt ouderbetrokkenheid als een belangrijk onderdeel van VVE gezien (Kautz e.a., 2014). Aangezien kinderen meestal maar vier dagdelen per week VVE krijgen en de rest van de tijd gewoon thuis zijn is het voor de ontwikkeling van het kind heel gunstig als de stimulans op school ook in de thuissituatie plaatsvindt. Met name als er in de thuisomgeving van het kind sprake is van een taalarme of spelarme omgeving is het van belang ouders aan te sporen om en te laten zien hoe ze thuis de ontwikkeling van hun kind kunnen stimuleren. In de literatuur wordt vaak onderscheid gemaakt tussen ouderbetrokkenheid en ouderparticipatie. Ouderbetrokkenheid geeft aan dat ouders zich vooral betrokken voelen bij de instelling, omdat hun kind daarnaartoe gaat. Het informeren van ouders is daarbij van belang om hen op de hoogte te houden van de voortgang van de ontwikkeling van hun kind. Daarnaast kunnen ouders ook ingelicht worden over het beleid en ambitieniveau van de VVE-locatie waar hun kind naartoe gaat. Voor positieve contacten met ouders is het dus belangrijk dat de instelling de competentie van ouders erkend en met ze communiceert en overlegt. Daarnaast is het van belang dat er sprake is van wederzijdse afstemming en samenwerking om de ontwikkeling van het kind te ondersteunen (van Keulen & Doeleman, 2002). Ouderparticipatie geeft aan dat ouders niet alleen betrokken zijn bij de ontwikkeling van hun kind, maar ook actief meewerken bij verschillende activiteiten van de instelling (de Graaff, Singer & Sevillé, 2006). Vooral dit laatste wordt vaak belangrijk bevonden voor de kwaliteit van VVE. Manieren om ouders te betrekken en te laten participeren bij de voor- en vroegschoolse educatie van hun kind zijn bijvoorbeeld het organiseren van themabijeenkomsten over het VVE-programma of over specifieke opvoedingsvraagstukken. Ook het opzetten van een speluitleen voor gezinnen waar weinig speelmateriaal voor kinderen aanwezig is, is een veel voorkomende en bruikbare manier om ouders te bereiken en te betrekken bij de ontwikkeling van hun kind. Desforges en Abouchaar (2003) en Kalthof (2005) geven aan dat ook thuis veel verschillende leergerelateerde activiteiten moeten plaatsvinden zoals samen lezen, de bibliotheek bezoeken, zingen en rijmen. Een optie is ook dat ouders op de tijden dat hun kinderen op een voor- of vroegschoolse instelling verblijven daar zelf onderwijs volgen, bijvoorbeeld taallessen.
Het is van belang dat de activiteiten in de VVE-instelling aansluiten bij de normen en waarden en praktische mogelijkheden van ouders (van Keulen & Doeleman, 2002). Dit is vaak lastig omdat ouders verschillende sociale en culturele achtergronden hebben en de behoeften van ouders verschillend kunnen zijn. Daarom is het belangrijk dat leidsters en ouders van elkaar op de hoogte zijn over ideeën omtrent de ontwikkeling van kinderen en dat zij veel informatie uitwisselen om de leefwerelden van thuis en de instelling zo veel mogelijk met elkaar te verbinden (Ligtermoet & Zwetsloot, 2000). Een eerste stap hierin kan bijvoorbeeld genomen worden tijdens een intake gesprek waarbij wensen en behoeften van ouders in kaart worden gebracht voorafgaand aan de plaatsing van een kind.

### Internationaal perspectief
VVE bestaat niet alleen in Nederland, maar is een internationaal bekend concept en wordt in het Engels aangeduid als early childhood education and care (ECEC). In feite vormt de grootschalige introductie van VVE-programma's een uitvloeisel van de aanbevelingen van de Commissie Meijnen (1994), die zich daarbij baseerde op de resultaten van enkele Amerikaanse programma's. Er zijn wel verschillen tussen landen in de accenten die ze leggen en in de manier waarop ze de programma's uitwerken. Zo zijn er programma's die zich bij het stimuleren van de ontwikkeling meer richten op gezondheid, fysieke groei en voeding en leggen andere meer accent op de ontwikkeling van taal en cognitie, of de sociale en emotionele ontwikkeling. Ook de setting waarin de programma's plaatsvinden, kan verschillen van formeel tot informeel, van centrumgericht tot gezins/gemeenschapsgericht. Ten slotte zijn er ook landen waarin men probeert de arbeidsparticipatie van moeders te bevorderen vanuit de gedachte dat de extra inkomsten ten goede komen aan de ontwikkeling van het kind. Met dit alles zijn er ook grote verschillen in doelgroepen, soms is er een relatie met het sociaal-economische en etnische herkomstmilieu, soms met een specifieke zorgbehoefte, bijvoorbeeld samenhangend met het intelligentieniveau.

### Programma's
In Nederland zijn verschillende VVE-programma's ontwikkeld, die vrijwel allemaal uitgevoerd worden op kinderdagverblijven, peuterspeelzalen en basisscholen. Dit zijn de zogenaamde centrumgerichte programma's. Dit zijn integrale programma's die gericht zijn op meerdere ontwikkelingsgebieden.
Voorbeelden hiervan zijn:
- Piramide
- Kaleidoscoop
- Startblokken/Basisontwikkeling
- Sporen
- Speelplezier
- Puk en Ko (Uk en Puk)
- Ben ik in beeld 

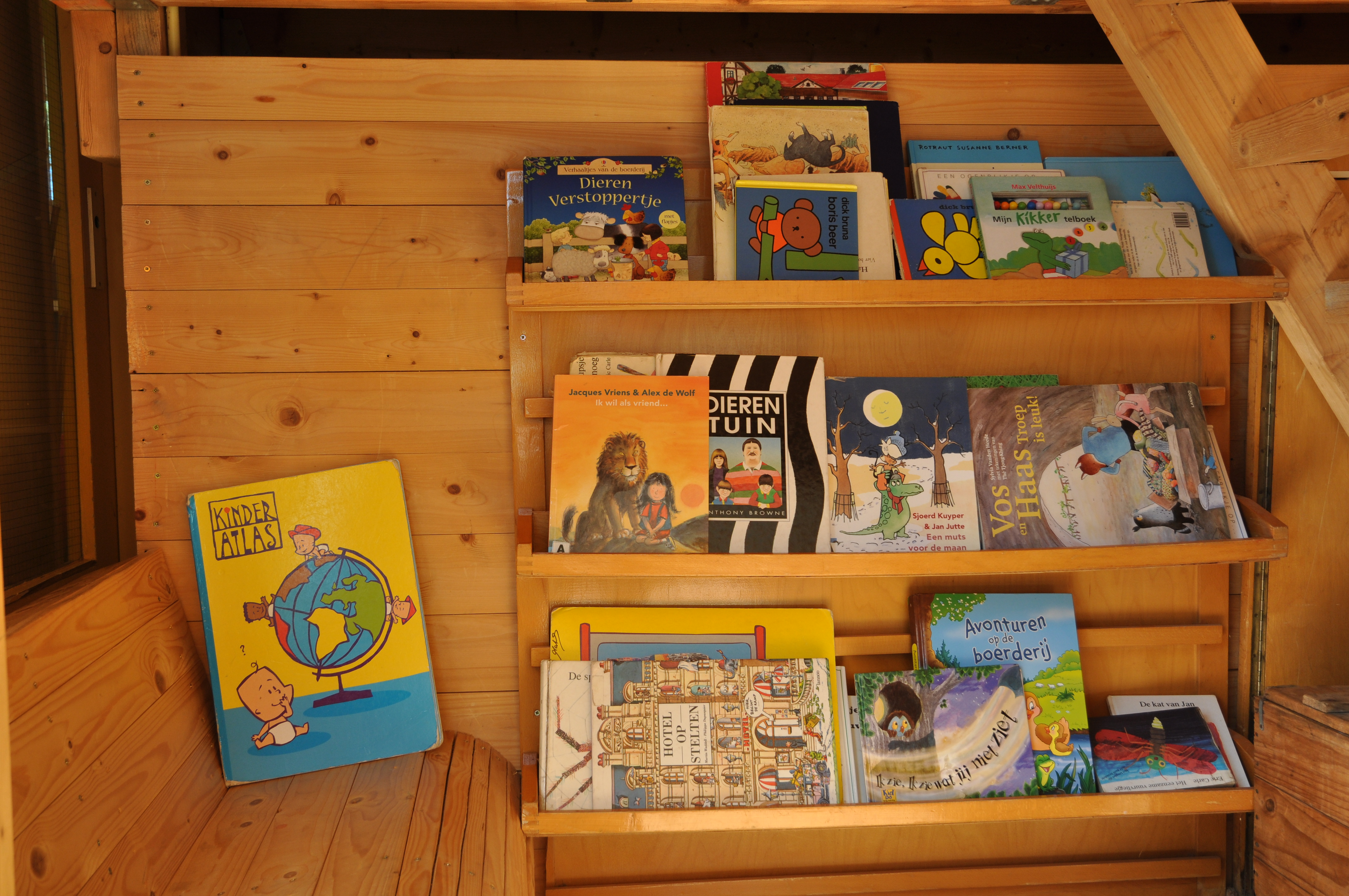
Boekenhoek op een basisschool.

  - bron: Databank NJi Erkende VVE-programma's https://www.nji.nl/zoeken?f%5B0%5D=entity_filter_bundle%3Aintervention&f%5B1%5D=recognition_status%3A77&f%5B2%5D=subject%3A39&keyword=

Daarnaast zijn er VVE-programma's die zich met name richten op slechts één ontwikkelingsgebied. Voorbeelden hiervan zijn:
- De Taallijn: gericht op taalontwikkeling
- Boekenpret: gericht op leesontwikkeling
- Overstap: gericht op leesontwikkeling

Naast de centrumgerichte programma's zijn er ook gezinsgerichte programma's die in de huiselijke omgeving van het kind worden uitgevoerd, meestal met behulp van vrijwilligers. Een voorbeeld van een gezinsgericht programma is Opstapje waar niet alleen de ontwikkeling van het kind centraal staat maar ook aandacht is voor opvoedingsondersteuning.

### VVE Professionals
Er is in Nederland geen opleiding tot VVE leidster of VVE leerkracht. Wel zijn er opleidingen voor leidsters in peuterspeelzalen en kinderdagverblijven, maar daarin is tot nu toe weinig aandacht voor VVE. In enkele PABO-opleidingen is dit wel het geval, maar dat geldt zeker niet voor alle. Er zijn enkele nascholingstrajecten, maar die hebben meestal een beperkte reikwijdte omdat ze toegespitst zijn op het werken met een specifiek VVE-programma.
In het besluit basisvoorwaarden kwaliteit voorschoolse educatie zijn regels gesteld over de kwaliteit van voorschoolse educatie. In artikel 1.50b en 2.8 staat onder andere de eis dat het personeel een specifieke scholing over VVE gehad moet hebben. Hieronder vallen onder meer de trainingen en cursussen die door de VVE-programmaontwikkelaars aangeboden worden, de nascholing van Vversterk en het reguliere onderwijsaanbod op het terrein van VVE dat door regionale opleidingscentra (ROC's) en hoger beroepsopleidingen (HBO's) wordt aangeboden. Zoals te lezen is onder het kopje Wet- en regelgeving zijn op basis van de bestuursafspraken 2012-2015 tussen het Rijk en de GSB gemeenten extra middelen beschikbaar, onder andere voor het aanstellen van meer VVE leidsters op hbo-niveau.
Binnen de verschillende soorten VVE-instellingen zijn er verschillende VVE-professionals te onderscheiden:
- Pedagogisch werker 3: De pedagogisch werker 3 houdt zich bezig met de dagelijkse zaken rondom de opvang, opvoeding en verzorging van kinderen in kinderdagverblijven en peuterspeelzalen. Ze is opgeleid om achterstanden en gedragsproblemen bij kinderen te signaleren.
- Pedagogisch werker 4: De pedagogisch werker 4 houdt zich eveneens bezig met de dagelijkse gang van zaken omtrent de opvang, opvoeding en verzorging van kinderen in kinderdagverblijven en peuterspeelzalen. Daarnaast heeft ze een coördinerende rol en adviseert ouders hoe ze thuis de ontwikkeling van hun kind kunnen stimuleren.
- Onderwijsassistent: De onderwijsassistent is werkzaam op het basisonderwijs, en is inzetbaar in zowel de onder- als de bovenbouw. De onderwijsassistent heeft een ondersteunende functie voor leerkrachten. Ze ondersteunt kinderen bij hun activiteiten in de klas en assisteert de leerkracht.
- Leerkracht: De leerkracht is werkzaam op de basisschool en is verantwoordelijk voor het integreren van het VVE programma in de dagelijkse onderwijspraktijk.
- Individuele begeleider: Op de basisschool werken ook leerkrachten met een specifieke functie, zoals de intern begeleider (ib'er) en de remedial teacher (rt'er), Zij kunnen kinderen met specifieke ontwikkelingsbehoeften extra aandacht geven en individueel begeleiden. Ook een LIO (leerkracht in opleiding) wordt vaak ingezet om kinderen specifieke en individuele begeleiding te geven.

## Geschiedenis van VVE in Nederland
De 'geschiedenis' van het Nederlandse VVE-beleid kan verdeeld worden in enkele fasen: de periode vóór 2000; 2000-2005; 2005-2010; 2010 en verder. Deze perioden worden hieronder uitgewerkt.

### Periode vóór 2000: Onderwijsachterstandenbeleid
VVE in zijn huidige vorm bestaat eigenlijk pas vanaf ongeveer 2000. In de periode daarvoor was sprake van een breder opgezet onderwijsachterstandenbeleid (OAB) waar in diverse onderwijsvoorrangsgebieden al sinds de jaren zeventig programma's uitgevoerd werden om de ontwikkeling van jonge kinderen te stimuleren. Dit kwam voort uit de verwachtingen in de jaren zestig dat onderwijsachterstanden van kinderen die het gevolg zijn van ongunstige factoren gelegen in de thuissituatie voorkomen en aangepakt kunnen worden. In het begin ging de aandacht voornamelijk uit naar kenmerken van het sociaal-economische herkomstmilieu (i.c. 'het arbeidersmilieu'), later kwamen daar factoren bij die gerelateerd waren aan arbeidsmigratie ('de gastarbeiders'). In de jaren zeventig zijn, net als in Amerika, ook in Nederland compensatieprojecten uitgevoerd, zoals het Innovatieproject Amsterdam (onder leiding van Co van Calcar), Onderwijs en Sociaal Milieu (in Rotterdam), Differentiatie aanvankelijk lezen (in Utrecht) en Preventie van leesmoeilijkheden (in Nijmegen). Het onderwijsachterstandenbeleid richtte zich sterk op basisscholen in bepaalde achterstandswijken in de middelgrote en grote steden, waarbij ook de omgeving van de school en de kinderen werd betrokken. Ook gezinsgerichte ontwikkelingsstimulering hoorde hierbij. Het beleid bestond met name uit het beschikbaar stellen van extra personele faciliteiten aan scholen met kinderen met sociaal-economische achterstanden. Deze regeling voor extra personele faciliteiten werd in 1985, tegelijk met de invoering van de basisschool, omgezet in de zogenaamde gewichtenregeling, waardoor scholen met veel achterstandskinderen meer personele faciliteiten kregen. Aanvankelijk werd er voor de gewichtenregeling gekeken naar drie indicatoren, het opleidings- en beroepsniveau en de etnische herkomstland van de ouders. Deze drie werden geacht een valide indicatie te geven van de kansen op onderwijssucces. In de jaren negentig werden de criteria voor het gewicht aangescherpt, wat er in resulteerde dat het beroepsniveau en de etnische herkomst kwamen te vervallen en alleen nog het opleidingsniveau resteerde. Tezamen met het stijgende opleidingsniveau van de bevolking, leidde dit tot een afname van het aantal (autochtone) kinderen met een leerlinggewicht. In 1994 werd het onderwijsachterstandenbeleid gedecentraliseerd naar de gemeenten waarbij VVE een van de kernpunten was waaraan gemeenten in het lokaal achterstandenbeleid aandacht moesten besteden. In deze tijd werd het gemeentelijk beleid via het Landelijk Beleidskader Onderwijsachterstandenbeleid (LBK) aangestuurd door de Rijksoverheid. In navolging van ontwikkelingen in met name de Verenigde Staten en Israël werd (met name) de uitvoering van gezinsgerichte stimuleringsprogramma's voor ouders en kinderen gestimuleerd waarbij vooral de interactie tussen moeder en kind centraal stond. De impulsen hiervoor kwamen in de jaren negentig hoofdzakelijk van het Ministerie van Volksgezondheid, Welzijn en Sport.
Het eerste programma dat in Nederland werd uitgevoerd is Opstap. Dit is een Nederlandse variant van het Israëlische programma HIPPY (Home Intervention Program for Preschool Youngsters) gericht op kinderen van 4 tot 6 jaar. In veel Nederlandse gemeenten is Opstap met subsidie van VWS uitgevoerd en werd het onderdeel van het Gemeentelijk Onderwijsachterstanden (GOA) beleid. In dezelfde tijd werden er ook andere programma's ontwikkeld zoals Instapje, Opstapje, Samenspel en Boekenpret.
In 1994 rapporteerde de commissie Meijnen, ingesteld naar aanleiding van een groeiend besef van het belang van de voorschoolse periode in het kader van achterstandenbeleid, dat centrumgerichte programma's voor jonge kinderen effectiever zouden kunnen zijn. Deze verschuiving van gezinsgerichte naar centrumgerichte programma's leidde tot een verdere ontwikkeling van het Van Kuyk-Slavin-model dat later Piramide genoemd is en het High-Scope programma dat nu Kaleidoscoop heet.
Zo ongeveer rond de eeuwwisseling kent het onderwijsachterstandenbeleid een nieuwe start, als onderdeel van het Grotestedenbeleid (GSB), dat zich richt op de 31 (middel)grote steden: de zogenoemde G4 en G27. VVE krijgt een prominente plaats in het onderwijsachterstandenbeleid, dat op zijn beurt geïntegreerd wordt in een breder pakket van GSB-maatregelen en -activiteiten op gemeentelijk niveau.

### Periode 2000-2005: de Voorscholen
Na een aantal jaren van kleinschalig experimenteren met Piramide en Kaleidoscoop kunnen gemeenten van het Ministerie van OCW vanaf de periode 2000-2005 geld krijgen in het kader van het Grotestedenbeleid om op scholen en peuterspeelzalen met meer dan 70 procent achterstandskinderen een van beide programma's in te voeren. In totaal konden 172 gemeenten gebruikmaken van dit budget. Daarmee ontstaat het concept 'Voorschool', geschreven met een hoofdletter V: een combinatie van een peuterspeelzaal en een basisschool met veel of alleen maar achterstandskinderen, liefst in één gebouw. (In veel gemeenten bestaat dit concept ook nu nog, maar zijn er daarnaast andere varianten en inzichten ontstaan.)
In 2001 werd de grens van het benodigde aantal achterstandskinderen verlaagd naar 50% waardoor nu 256 gemeenten gebruik konden maken van het landelijke VVE-budget. In 2002 kwam een einde aan deze stimuleringsregelingen en vanaf dat moment is VVE structureel (zowel budgettair als planmatig) ondergebracht in het GOA. Hierdoor hoefden gemeenten niet langer elk jaar een apart VVE-plan te schrijven, maar konden ze de VVE-activiteiten opnemen in hun GOA-beleid. De doelstelling werd dat in 2006 gemeenten 50% van de doelgroepkinderen moeten bereiken met een effectief VVE-programma.

### Periode 2006-2010: meer variatie in VVE

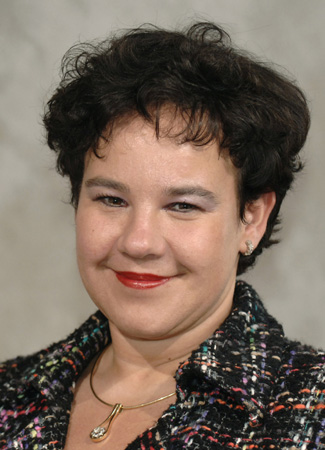
Op 30 juni 2009 spreken staatssecretaris Dijksma, vertegenwoordigers van gemeenten, peuterspeelzalen, kinderopvangorganisaties en ouders af om gezamenlijk zorg te dragen om de kwaliteit van kinderopvang en peuterspeelzalen te versterken.

Sinds 2006 is VVE een onderdeel van het Onderwijsachterstandenbeleid en ook wordt de lumpsumbekostiging van de basisscholen ingevoerd. Een onderdeel daarvan is dat de extra middelen vanwege de 'gewichtenregeling' voor de kleuters uit groep 1 en 2 naar de schoolbesturen gaan, wat impliceert dat het VVE-geld voor de basisscholen niet langer naar de gemeenten gaat. Hierdoor wordt de zogenoemde 'knip' een feit: gemeenten zijn voortaan beleidsmatig en financieel verantwoordelijk voor het VVE-beleid in de voorschoolse periode en schoolbesturen zijn verantwoordelijk voor de vroegschoolse educatie. Dit betekent dat vanaf dat jaar de gemeente, die voorheen alle VVE-middelen ontving, niet langer de enige partij is die verantwoordelijk is voor het VVE-beleid.
Een ander punt dat in deze periode speelt zijn de landelijke beleidsvoornemens over het aantal te 'bereiken' doelgroepkinderen, dat wil zeggen: het aantal doelgroepkinderen dat daadwerkelijk VVE krijgt. Eerst is het streven om in 2010 minimaal 70 procent van de doelgroepkinderen te bereiken, en in 2006 wordt zelfs een Kamermotie aangenomen om (op termijn) VVE aan te bieden aan álle doelgroepkinderen. Praktisch gezien is het echter onmogelijk om zoveel kinderen te bereiken wanneer VVE zich beperkt tot de achterstandswijken en veel gemeenten kiezen er dan voor VVE ook in de rest van de stad aan te bieden. Dit leidt er doorgaans toe dat wordt gewerkt met gemengde groepen waarin zowel doelgroep- als niet-doelgroepkinderen zitten. Het voordeel hiervan is dat segregatie wordt tegengegaan, in de vorm van 'witte' peuterspeelzalen en 'zwarte' VVE-zalen waarvan de kinderen doorstromen naar 'witte' en 'zwarte' basisscholen. Een andere manier om meer doelgroepkinderen te bereiken is het betrekken van de kinderdagverblijven bij VVE en ook daar VVE te financieren. Dit gebeurt in steeds meer gemeenten. Het 'traditionele' beeld van een Voorschool in de vorm van een koppel van één VVE-peuterspeelzaal met één VVE-basisschool komt hierdoor nog meer onder druk te staan. Door al deze ontwikkelingen ontstaan er tussen en binnen gemeenten verschillen in de invulling van VVE. Naast de 'traditionele' Voorscholen komen er allerlei andere verschijningsvormen, al dan niet in combinatie met 'brede scholen' of 'integrale kindercentra'.

### Vanaf 2010: opbrengstgericht werken, ook bij VVE
In 2010 wordt de Wet OKE van kracht. Deze wet bouwt voort op de GSB-afspraken en is dus voor de G31-gemeenten heel herkenbaar, maar voor veel kleine(re) gemeenten nogal nieuw. In de Wet OKE staat dat de Onderwijsinspectie een bestandsopname maakt van de kwaliteit van VVE in alle Nederlandse gemeenten. Deze bestandsopname is eind 2012 afgerond: zie voor de rapporten de website van de Onderwijsinspectie. De laatste jaren wordt het opbrengstgerichte werken steeds belangrijker, mede vanwege zaken als de Nederlandse schoolprestaties in internationaal perspectief, de aanpak en het voorkomen van (zeer) zwakke scholen, het invoeren van de referentieniveaus en het 'Actieplan Basis voor presteren'. Het doel van dit actieplan is het verhogen van de prestaties in het basisonderwijs door opbrengstgericht werken centraal te stellen, ook bij VVE. In de Wet OKE staat dat op gemeentelijk niveau afspraken moeten worden gemaakt over de te bereiken VVE-resultaten. In 2012 zijn er Bestuursafspraken gemaakt tussen OCW en de 37 grootste gemeenten over de bijna 100 miljoen euro die extra beschikbaar zijn gekomen voor met name VVE. Aan de Onderwijsinspectie is gevraagd om in 2013 en 2015 te bewaken in welke mate die gemeenten erin geslaagd zijn om hun VVE-ambities te realiseren.

## Wet- en regelgeving VVE

### Wet ontwikkelingskansen door educatie (Oke)
Sinds 1 augustus 2010 hebben gemeenten de wettelijke verantwoordelijkheid om een goed voorschools aanbod te doen aan alle jonge kinderen met een taalachterstand. Het wetsvoorstel Oke beoogt jonge kinderen met een (taal)achterstand alle kansen te bieden om die achterstand in te halen. Dit wetsvoorstel leidt niet tot een nieuwe wet maar regelt wijziging van de volgende drie wetten:
- De Wet kinderopvang wordt Wet kinderopvang en kwaliteitseisen peuterspeelzalen.
- De Wet op het primair onderwijs.
- De Wet op het onderwijstoezicht.

Door harmonisatie van de regelgeving voor voorschoolse voorzieningen brengt de wetsvoorstel Oke een aantal verbeteringen aan in het stelsel van voorzieningen voor jonge kinderen,leidt tot meer en betere voorschoolse educatie, en neemt financiële drempels weg voor ouders van doelgroepkinderen om deel te nemen aan VVE programma's. Gemeenten krijgen een wettelijke regierol in het aanbod van voor- en vroegschoolse educatie en het bereik van doelgroepkinderen. Gemeenten hebben de opdracht om zorg te dragen voor de volgende vier punten:
1. Afdoende kwaliteit van het regulier peuterspeelzaalwerk. De wet- en regelgeving voor de kwaliteit van peuterspeelzalen wordt in lijn gebracht met die voor de kinderopvang (zie Wet kinderopvang en kwaliteitseisen peuterspeelzalen). Hierdoor wordt de positie van peuterspeelzalen versterkt en dit draagt bij aan het behoud van de peuterspeelzaal als een laagdrempelige voorziening.
2. Een dekkend en hoogwaardig aanbod van VVE in de voorschoolse periode. zie Wet op het primair onderwijs.
3. Toezicht en handhaving op de kwaliteit van peuterspeelzalen en voorschoolse educatie. De bepalingen over toezicht op en handhaving van de kwaliteit van voorschoolse voorzieningen zijn in de Wet Oke samengebracht en uitgebreid (zie handhaving kwaliteit VVE).
4. Het voeren van jaarlijks overleg binnen de gemeente en het maken van afspraken over kernpunten van voor- en vroegschoolse educatie.

Verderop zal worden ingegaan op de Wet kinderopvang en kwaliteitseisen peuterspeelzalen, de Wet op primair onderwijs en de Wet op het onderwijstoezicht. Daarnaast zal aandacht worden besteed aan het landelijk kwaliteitskader voor peuterspeelzalen en de aanvullende kwaliteitseisen voor voorschoolse educatie, die beide een onderdeel zijn van de wetsvoorstel Oke.

#### Wet kinderopvang en kwaliteitseisen peuterspeelzalen
De Wet kinderopvang is op 1 januari 2005 in werking getreden met als gevolg een ingrijpende wijziging van de rol van gemeenten. Met de komst van deze wet is de kinderopvang een marktgerichte sector geworden. Dit betekent dat vraag en aanbod door de ouders en de ondernemers bepaald wordt en de verantwoordelijkheid voor het bieden van voldoende kwaliteit bij de ondernemer ligt. De gemeenten zijn verantwoordelijk voor het handhaven van de kwaliteit. Per 1 augustus 2010 zijn ook de peuterspeelzalen onder de werking van deze wet gebracht.
De Wet kinderopvang en kwaliteitseisen peuterspeelzalen bevat een regeling voor de tegemoetkoming in de kosten van de kinderopvang, eisen voor de kwaliteit en een regeling voor het toezicht op en de handhaving van de kwaliteit van de kinderopvangvoorzieningen en peuterspeelzalen. Ook bevat de wet een basis voor de kwaliteit van voorschoolse educatie. Deze kwaliteitseisen zijn uitgewerkt in de AMvB Kwaliteitseisen voorschoolse educatie.

#### Wet op het primair onderwijs
In de gewijzigde Wet op het primair onderwijs wordt bepaald dat de gemeente zorgt voor voldoende en hoogwaardig aanbod van voorschoolse educatie voor kinderen met een risico op een achterstand in de Nederlandse taal. Daarnaast moet de peuterspeelzaal (financieel) toegankelijk zijn voor kinderen die aan voorschoolse educatie deelnemen.
Om aan de eisen van de wet te kunnen voldoen is de gemeente is verantwoordelijk voor het uitvoeren van een aantal activiteiten. Het gaat hierbij om:
- Het zorgen voor voldoende en kwalitatief volwaardig aanbod van voorschoolse educatie.
- Het vaststellen van een maximale ouderbijdrage voor de voorschoolse educatie.
- Het vaststellen van de doelgroep.
- Het zich inspannen voor het bereik van alle doelgroepkinderen en zorgen voor een goede toeleiding van kinderen naar voorschoolse educatie.
- Het organiseren van een doorgaande leerlijn.
- Afspraken maken met schoolbesturen over de resultaten van vroegschoolse educatie

De WPO artikelen die van toepassing zijn op het onderwijsachterstandenbeleid, waar onder andere bovenstaande afspraken terug te vinden zijn, zijn artikelen 165-170.
Voor de WPO artikelen aangaande onderwijsachterstandenbeleid wordt verwezen naar Overheid.nl.

### Bestuursafspraken
Voor de periode 2012-2015 heeft het Rijk bestuurlijke afspraken gemaakt met de G4 en G33 voor kwaliteitsverbetering en capaciteitsuitbreiding van voor- en vroegschoolse educatie (vve), schakelklassen en zomerscholen. In 2012 gaat het om 70 miljoen en vanaf 2013 om 95 miljoen euro per jaar. Dit geld uit het Regeerakkoord komt boven op het bestaande budget van 261 miljoen euro per jaar dat over alle onderwijsachterstandsgemeenten wordt verdeeld.
Voor de kamerbrief over Basis voor Presteren, Actielijn 5: Effectief benutten van extra leertijd voor jonge kinderen wordt verwezen naar de website van de rijksoverheid.

### Kwaliteit
In de Oke wet zijn de bepalingen over toezicht op en handhaving van de kwaliteit van voorschoolse voorzieningen samengebracht en uitgebreid. Het gaat hierbij om de volgende taken:
- Verantwoordelijkheid voor, toezicht op en handhaving van de kwaliteit van de kinderopvang en het peuterspeelzaalwerk ligt bij gemeenten. Controle op kwaliteitseisen aanbod voorschoolse educatie.
- Opzet van een landelijk register van peuterspeelzalen en kinderdagverblijven die voorschoolse educatie aanbieden.
- Verslag over het uitgevoerde toezicht en resultaten daarvan aan gemeenteraad en Minister.

In het Besluit basisvoorwaarden kwaliteit voorschoolse educatie van 7 juli 2010  zijn wettelijke bepalingen opgenomen voor de kwaliteit van voorschoolse educatie. Het betreft onder andere:
- Basisvoorwaarden voor omvang voorschoolse educatie: er moet een aanbod zijn van ten minste vier dagdelen van ten minste 2,5 uur of per week ten minste 10 uur.
- Basisvoorwaarden voor aantal beroepskrachten en groepsgrootte: Er moet ten minste één beroepskracht per acht kinderen aanwezig zijn en het maximaal aantal kinderen per groep is 16.
- Basisvoorwaarden voor kwaliteit van beroepskrachten: De beroepskracht dient geschoold te zijn in het werken met een VVE programma. Daarnaast dient de houder van een kindercentrum of peuterspeelzaal waar vve wordt aangeboden jaarlijks een opleidingsplan op te stellen waarin de kennis en de vaardigheden van de beroepskracht wordt onderhouden.
- Basisvoorwaarde kwaliteit locatie: voorschoolse educatie vindt plaats in een kindercentrum of peuterspeelzaal.
- Gebruik voorschools educatie-programma: Voor de voorschoolse educatie wordt een programma gebruikt waarin op gestructureerde en samenhangende wijze de ontwikkeling wordt gestimuleerd op het gebied van taal, rekenen, motoriek en de sociaal-emotionele ontwikkeling.

#### Toezicht kwaliteit VVE
Volgens de Wet kinderopvang en kwaliteitseisen peuterspeelzalen zijn gemeenten verantwoordelijk voor de naleving van de kwaliteitseisen van voorschoolse educatie. Voor zowel de kinderopvang waar door de gemeente gesubsidieerde voorschoolse educatie wordt gegeven, als de peuterspeelzalen wijst de gemeente de GGD aan als toezichthouder. De GGD zal hiertoe een landelijk gestandaardiseerd toetsingskader toe hanteren, met concrete toetsingscriteria gebaseerd op basis van de wettelijke kwaliteitseisen en de Beleidsregels kwaliteit peuterspeelzalen. Het GGD rapport wordt standaard naar het kinderdagverblijf/de peuterspeelzaal en de gemeente gestuurd. Wanneer er op de kwaliteitseisen tekorten worden geconstateerd wordt dit, vanuit de signalerende rol, door de GGD aan de Inspectie van het Onderwijs doorgegeven.
Het houden van toezicht op de voorschoolse educatie wordt tevens een nieuwe taak voor de Inspectie van het Onderwijs. De kwaliteitseisen voor VVE staan in twee toezichtskaders. Eén voor de VVE-bestandsopname, de eerste opname waarmee in alle gemeenten de kwaliteit wordt beoordeeld. Wanneer deze opname is afgerond schakelt de inspectie over op zogenoemd signaalgestuurd toezicht, waarvoor een tweede toezichtskader is geformuleerd. Het zogenoemde signaalgestuurd toezicht houdt in dat de inspectie jaarlijks met een gemeente afspreekt over welke VVE-onderwerpen en op welke locaties toezicht wordt gehouden.

### Financiën OAB
Het rijk stelt voor onderwijsachterstandbeleid een specifieke uitkering beschikbaar. Dit geld is bestemd voor het aanbod van voorschoolse educatie, schakelklassen en andere taalbevorderende activiteiten. Gemeenten hebben op grond van de artikelen 165, 166 en 167 van de WPO een verplichting tot het aanbieden van voldoende voorschools aanbod voor de doelgroepkinderen binnen de gemeente. Ter tegemoetkoming in de kosten van deze verplichtingen ontvangen gemeenten een specifieke uitkering. De verdeelsystematiek van deze uitkering is gebaseerd op de methode die in het basisonderwijs wordt gebruikt, te weten de gewichtenregeling (artikelen 27 tot en met 28a van het Besluit bekostiging WPO). Basisscholen met relatief veel leerlingen met een onderwijsachterstand krijgen op grond van die gewichtenregeling extra geld om compensatie te bieden voor ongunstige omgevingsfactoren. De verdeelsleutel werkt als volgt: het voorlopig beschikbare budget wordt gedeeld door het totale schoolgewicht in Nederland. Dit levert een getal op van ongeveer 3000. De uitkering per gemeente is de som van alle schoolgewichten in de desbetreffende gemeente, maal 3000. Jaarlijks kan in het kader van de Voorjaarsnota nog een indexatie plaatsvinden. Gemeenten waar de som van de schoolgewichten kleiner is dan zes, hebben geen recht op een uitkering. In eerste instantie is het budget voor vier jaar vastgesteld voor 2011 tot en met 2014. Deze periode komt overeen met de evaluatieperiode van de Wijziging van de Wet Kinderopvang, de Wet op het onderwijstoezicht, de Wet op het primair onderwijs en enkele andere wetten in verband met wijzigingen in het onderwijsachterstandenbeleid. Bij deze evaluatie kan worden bezien of oormerking langer wenselijk of nodig is.
Op basis van de bestuursafspraken 2012-2015 tussen het Rijk en de GSB-gemeenten zijn extra middelen toegevoegd aan het gemeentefonds (decentralisatie-uitkering) voor voorschoolse educatie schakelklassen en zomerscholen. Deze middelen zijn specifiek bestemd voor het aanstellen van meer VVE-leidsters op hbo-niveau en op het intensiveren van de betrokkenheid van ouders bij de ontwikkeling van hun kinderen.
Voor het raadplegen van de verdeling wordt verwezen naar de website van DUO-CFI[dode link]
Voor nadere toelichting over het besluit specifieke uitkeringen gemeentelijk onderwijsachterstandenbeleid 2011-2014 wordt verwezen naar de website van de VNG[dode link]

## Onderzoek naar VVE
Sinds het midden van de vorige eeuw zijn er in diverse westerse landen verschillende vormen van voor- en vroegschoolse educatieprogramma's opgezet en uitgevoerd. Toen werden deze programma's doorgaans compensatieprogramma's genoemd. Veel van die programma's zijn ook onderwerp van onderzoek geweest, omdat men zicht wilde krijgen op de effecten van dergelijke programma's en aanknopingspunten wilde vinden om het beleid te verbeteren. De effecten van de vroegste programma's die in het begin van de jaren zestig zijn uitgevoerd, werden met name gerelateerd aan IQ-winst waarin een experimentele groep vergeleken werd met een liefst willekeurig samengestelde controlegroep. Later werden ook andere uitkomstmaten zoals schoolprestaties, sociaal-emotionele vaardigheden en doorverwijzing naar speciaal onderwijs toegevoegd (Leseman, 2002). Daarnaast wordt er tegenwoordig ook naar langetermijneffecten gekeken, die meestal gerelateerd worden aan maatschappelijke maten als behaald opleidingsniveau, economische onafhankelijkheid, aanraking met criminaliteit en tienerzwangerschappen (Leseman, 2002).
Door de jaren heen is het belang van voor- en vroegschoolse educatie op verschillende manieren onderbouwd en werd er in onderzoek ook naar verschillende factoren en aspecten gekeken. In zijn artikel over voor- en vroegschoolse educatie voor kinderen uit gezinnen met een laag inkomen of een minderheidsachtergrond beschrijft Leseman (2002) dat juist ook door de uitkomsten van eerder onderzoek het belang van voor- en vroegschoolse educatie de laatste jaren met een steeds bredere set aan argumenten als belangrijk aandachtspunt op de agenda wordt gezet. Hij legt uit dat in veel landen momenteel systemen van voor- en vroegschoolse educatie geëvalueerd en beoordeeld worden en bij beschrijft een aantal verschillende redenen voor deze herwaardering. Ten eerste is de toenemende arbeidsparticipatie van vrouwen een oorzaak voor het uitbreiden en vergroten van de capaciteit van de bestaande structuur. Ten tweede wordt het groeiende besef van de rol die voor- en vroegschoolse educatie kan spelen in de ontwikkeling van (kansarme) kinderen en in het voorkomen van psychosociale problemen genoemd. Een derde kwestie – als gevolg van de toegenomen immigratiestromen – is de uitdaging om in te spelen op de behoeften van kinderen met een andere culturele achtergrond en moedertaal. Door deze immigratiestromen is het fenomeen Nederlands als tweede taal (NT2) sinds circa 40 jaar een vakgebied geworden waarbinnen onderzoek verricht wordt. 
Tegelijkertijd komen er, aldus Leseman (2002), nieuwe kwesties naar de oppervlakte door wetenschappelijke inzichten. Door deze wetenschappelijke inzichten wordt men zich er steeds meer van bewust dat de vroege kinderjaren een bijzonder gevoelige periode is die gekenmerkt wordt door een hoge mate van zowel aanpassingsvermogen als kwetsbaarheid van het ontwikkelende kind. Met deze kennis ontstaan er vragen over de impact van de omgeving op cognitieve en sociaal-emotionele ontwikkeling van jonge kinderen. Veel van deze onderzoeken zijn gericht op de effectiviteit van vve-programma's, waarbij vaak verschillende programma's met elkaar worden vergeleken. Een andere invalshoek is hoe jonge kinderen zich ontwikkelen waarbij vaak kinderen uit achterstandssituaties vergeleken worden met andere kinderen. De derde invalshoek richt zich op de (soms spectaculaire) langetermijneffecten van VVE die onderzocht worden. Hieronder volgt een overzicht van de belangrijkste onderzoeken die in de afgelopen decennia zijn uitgevoerd op het gebied van voor- en vroegschoolse educatie, zowel nationaal als internationaal.

### Nationaal onderzoek naar vve-programma's
Sinds het eind van de jaren negentig zijn er verschillende onderzoeken verricht naar de (kortetermijn)effecten van voor- en vroegschoolse educatie in Nederland. Enkele van de belangrijkste studies worden door Ledoux et al. (2008) besproken en hieronder kort genoemd.
In 2000 is een onderzoek verricht naar de programma's Kaleidoscoop en Piramide (Veen et al., 2000). In dit onderzoek werden twee groepen kinderen op drie verschillende momenten met elkaar vergeleken door middel van een taaltoets, een cognitieve toets en een sociaal-emotionele toets. De ene groep kinderen kreeg voor- en vroegschoolse educatie met het Kaleidoscoop- of Piramideprogramma, de andere groep deed niet mee met een voor- en vroegschools programma. De resultaten lieten zwakke tot medium-sterke positieve effecten zien op het gebied van taal- en cognitieve ontwikkeling, maar er werden geen effecten gevonden op sociaal-emotioneel gebied.
Een jaar later is door het GION een onderzoek verricht naar de effecten van dezelfde programma's op kinderen in de voorschool in Amsterdam tussen 1999 en 2001 (Goede & Reezigt, 2001). In dit onderzoek werden er aanwijzingen voor medium-sterke tot sterke positieve effecten op taal- en cognitieve uitkomstmaten direct na afloop van het programma (Piramide) gevonden.
In 2006 is een derde veel gebruikt programma onderzocht door het SCO-Kohnstamm Instituut (Veen et al., 2006). Dit onderzoek naar de effectiviteit van Startblokken-Basisontwikkeling lijkt op het eerdere onderzoek naar Piramide en Kaleidoscoop in 2000. Op drie verschillende momenten zijn twee groepen kinderen met elkaar vergeleken op taal, ordenen en sociaal-emotionele ontwikkeling. De resultaten wijzen uit dat er geen effecten zijn van Startblokken op het cognitieve domein en op de taalontwikkeling van kinderen. Een opvallend resultaat is dat Startblokken wél effect laat zijn op aspecten van de sociaal emotionele ontwikkeling, werkhouding en aangenaam gedrag van kinderen (Veen et al., 2006).
Deze onderzoeken zijn allemaal gericht op de zogenaamde centrumgerichte programma's: dat zijn programma's die in een peuterspeelzaal (of tegenwoordig ook: kindcentrum) worden uitgevoerd. Er zijn ook gezinsgerichte programma's, zoals Opstap en meer recent VVE-Thuis. De effecten van het programma Opstap zijn op longitudinale wijze onderzocht door de Universiteit Utrecht (Van Tuijl, 2002; Van Tuijl & Siebes, 2006). In dit onderzoek zijn een experimentele groep en een controlegroep met elkaar vergeleken waarbij 300 gezinnen gevolgd zijn tijdens de hele basisschoolperiode. Uit het onderzoek blijkt dat Opstap positieve effecten lijkt te hebben op de doorstroom van kinderen binnen de basisschool. Om vast te kunnen stellen wat de effecten zijn van voor- en vroegschoolse educatie is longitudinaal onderzoek nodig. Het meest recente onderzoek is het cohortonderzoek voor- en vroegschoolse periode PRE-COOL. Het Cohortonderzoek Onderwijsloopbanen 5-18-jarigen, afgekort COOL, biedt hier een goede basis voor, en PRE-COOL is gestart om ook hoogwaardige informatie uit de voor- en vroegschoolse periode te verzamelen.

### Internationaal Onderzoek naar de ontwikkeling van kinderen
Recent zijn er twee cohortstudies uitgevoerd naar de effecten van voor- en vroegschoolse educatie op een breed scala van ontwikkelingsgebieden, beide worden uitgebreid besproken door Ledoux en andere (2008) en dienen als vergelijkings- en inspiratiebron voor PRE-COOL. In Amerika is dit de Early Child Care Network study van het National Institute of Child Health and Development (NICHD ECCN 2002; 2006). In deze studie zijn ruim 1000 kinderen gevolgd vanaf enkele maanden na de geboorte en er wordt met name in beeld gebracht hoe de keuzes van ouders voor vormen van opvang en educatie te maken hebben met onder andere demografische en etnisch-culturele gezinskenmerken en het gedrag van kinderen. Er kunnen echter geen sterke uitspraken gedaan worden over de effecten van bijvoorbeeld de kwaliteit van de verschillende instellingen en de daar gehanteerde programma's omdat het aantal onderzoekskinderen per instelling vaak niet meer dan één is. In het Engelse Effective Provisions of Preschool Education project (EPPE) (Sylva et al., 2004) is dit beter mogelijk. Deze studie is het eerste grote longitudinale project in Europa dat zich heeft gericht op de ontwikkeling van jonge kinderen in voor- en vroegschoolse educatie. In deze studie is informatie verzameld over meer dan 3000 kinderen, hun ouders, hun thuissituatie en de voor- en vroegschoolse educatievoorzieningen waarvan ze gebruik maakten. Omdat het cohort zo is samengesteld dat ongeveer 20 kinderen per instelling konden worden gevolgd kunnen betrouwbaardere uitspraken gedaan worden over de gevonden effecten. Het onderzoek doet onder andere uitspraken over dat het deelnemen aan VVE beter is voor de algemene ontwikkeling van jonge kinderen in vergelijking met kinderen die niet aan VVE deelnemen (Sylva et al., 2004).
In 2008 is in een groot project van Unicef (Bennett, 2008) een vergelijkend onderzoek uitgevoerd waarin studies uit onder andere de Verenigde Staten, Canada, Frankrijk, Zweden en Engeland zijn gereviewed. Het doel was om een literatuuroverzicht te geven van het huidige voor- en vroegschoolse educatiebeleid in de economisch meest vooruitlopende landen van de wereld. In het eerste hoofdstuk van dat vergelijkend onderzoek wordt een inleiding gegeven en worden een aantal belangrijke definities besproken. In latere hoofdstukken worden zaken besproken zoals de rechten en welzijn van jonge kinderen, de economische en sociale context van vve-instellingen, de hedendaagse focus op de opvoeding en het onderwijs aan jonge kinderen en de effecten van deelname aan kwalitatief hoogwaardige voor- en vroegschoolse educatievoorzieningen voor jonge kinderen en (op een breder niveau) voor de samenleving als geheel. De conclusies die Bennett (2008) trekt zijn dat de positieve effecten van het stimuleren van kinderen vaak spectaculair zijn en dat alle kinderen hebben baat van deze positieve effecten, maar dit effect is nog sterker voor kinderen uit achterstandssituaties. Daarnaast stelt Bennett (2008) dat om deze positieve effecten te bereiken het van belang is dat de VVE voorzieningen van hoge kwaliteit zijn en dat de stimulering niet alleen plaatsvindt in de setting van de basisschool of de peuterspeelzaal of kinderdagverblijf, maar ook thuis.

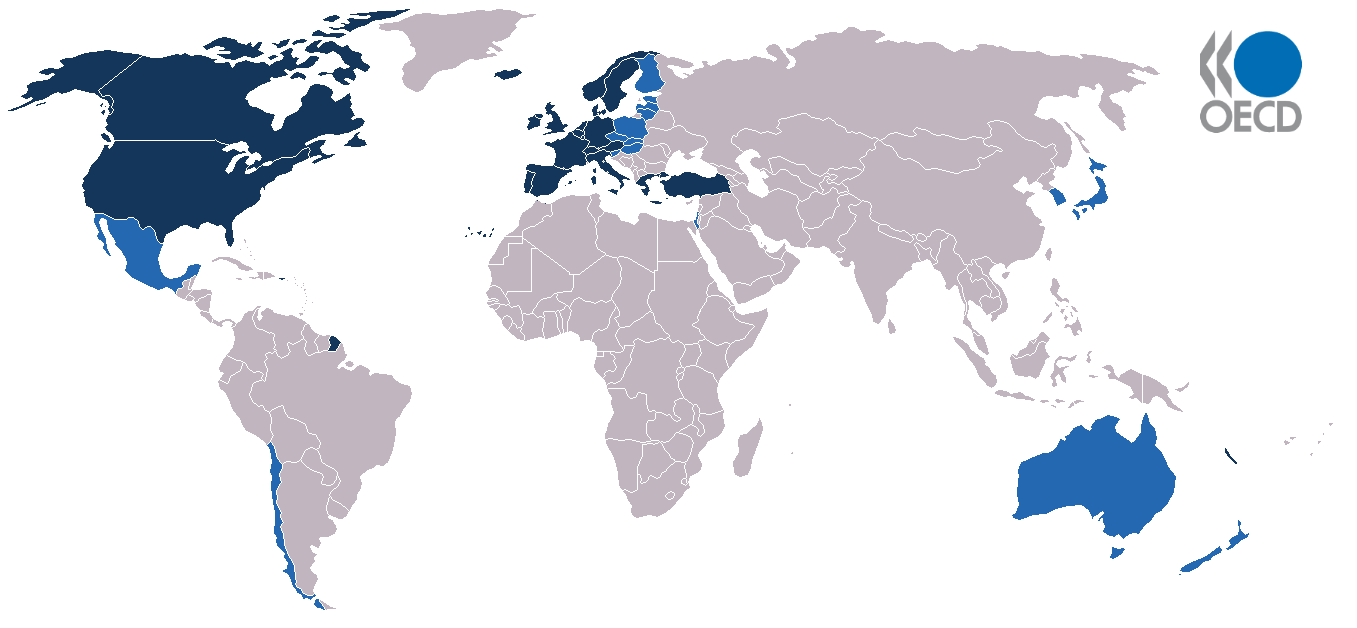
OECD lidstaten

Een ander voorbeeld van een groot vergelijkend onderzoek is het Starting Strong-project in opdracht van de Organisatie voor Economische Samenwerking en Ontwikkeling (OESO/OECD). De basis voor dit onderzoek werd gelegd in 1996 tijdens een bijeenkomst van de Europese ministers van onderwijs met als thema 'Making Lifelong Learning a Reality for All'. Daar besloot men aan het verbeteren van de toegang tot en de kwaliteit van voor- en vroegschoolse educatie een hoge prioriteit te geven. Dat resulteerde in 1998 in het initiatief van de onderwijscommissie van de OECD om een onderzoek op te zetten met als titel de 'Thematic Review of Early Childhood Education and Care Policy'. Op de bijeenkomst in 1998 spraken twaalf OECD-landen af mee te doen aan dit onderzoek naar hun voor- en vroegschoolse educatiebeleid en -voorzieningen. Tussen 1998 en 2000 hebben reviewteams van de OECD Australië, België, Tsjechië, Denemarken, Finland, Italië, Nederland, Noorwegen, Portugal, Zweden, Groot-Brittannië en de Verenigde Staten bezocht. Naast de reviews van deze landen is er een zorgvuldige raadpleging van de nationale vve-beleidscoördinatoren van de deelnemende landen gehouden en die resultaten tezamen vormden basis van het rapport Starting Strong: Early Childhood Education and Care (OECD, 2001). In een volgende reviewronde sloten nog acht andere landen zich aan; Oostenrijk, Canada, Frankrijk, Duitsland, Hongarije, Ierland, Korea en Mexico. In totaal werden zo twintig landen onderzocht in een periode van zes jaar (1998-2004). Het resultaat van dit vervolgonderzoek is 'Starting Strong II: Early Childhood Education and Care (OECD, 2006). Het laatste rapport is gepubliceerd in 2012 onder de naam 'Starting Strong III: A Quality Toolbox for Early Childhood Education and Care. Deze nieuwe publicatie is gericht op aspecten van kwaliteit die van belang zijn voor voor- en vroegschoolse educatie. Het beoogt kwaliteit te definiëren en schetst vijf beleidsinstrumenten die gericht zijn op het verbeteren van de kwaliteit van voor- en vroegschoolse educatie. Deze worden besproken onder het kopje 'de kosten en baten van VVE'. Daarnaast biedt het rapport beleidsmakers praktische instrumenten die gebruikt kunnen worden om het kwaliteitsbeleid succesvol te implementeren.

Minder recent zijn de twee grote longitudinale onderzoeken uit Amerika waar vaak naar verwezen wordt. Het gaat om het Perry Preschool programma in Michigan en het Abecedarian programma in North Carolina. Het Perry Preschool programma volgt vanaf 1962 kinderen van 3 tot 4 jaar oud die vijf dagdelen per week het High-Scope programma volgden. Deze groep kinderen werd op hun 27e jaar vergeleken met een controlegroep van kinderen die het programma niet gevolgd hadden. Uit de analyse bleek dat de kinderen die het High-Scope programma gevolgd hadden op hun 27e jaar economisch zelfstandiger waren, minder in eenoudergezinnen woonden en minder in aanraking waren geweest met criminaliteit dan de controlegroep. 

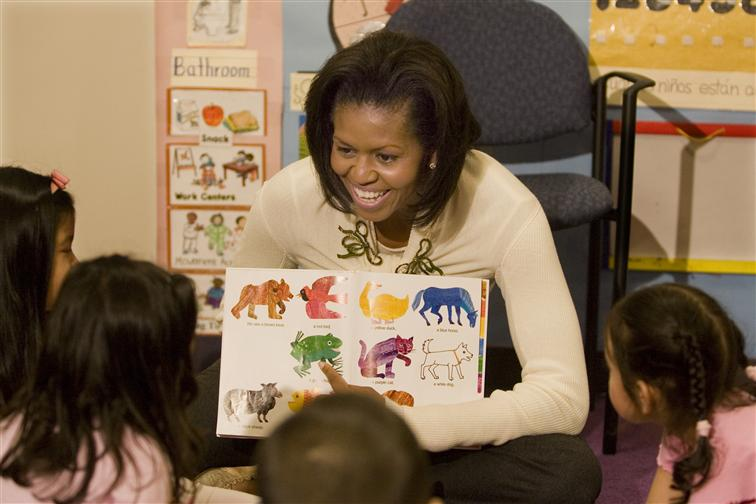
Michelle Obama leest voor op een kinderdagverblijf in Washington, D. C.

In 2005 is de groep van dan 40 jaar oude volwassenen wederom vergeleken met de controlegroep en ook toen bleek dat degenen die het High-Scope programma gevolgd hadden minder met criminaliteit in aanraking waren geweest, hogere inkomsten hadden, meer kans hadden een baan te behouden, en vaker een middelbareschooldiploma hadden behaald vergeleken met de controlegroep. In het Abecedarian programma werden vanaf 1972 kinderen vanaf hun geboorte gevolgd tot hun 21e jaar. Deze kinderen hebben een intensief voorschools programma gevolgd van tien uur per dag, vijf dagen in de week tot de entree in de basisschool. Vergeleken met een controle groep die geen voorschools programma volgde, boekten de kinderen uit het programma op hun 21e jaar betere resultaten wat betreft het volgen van hoger onderwijs. Ook zijn effecten op de ouders gevonden. In vergelijking met de controlegroep waarin moeders hun kind thuis opvoedden, kregen de moeders van de experimentele groep de kans hun opleiding af te maken en te werken. Het bleek dat deze groep moeders uiteindelijk een hogere opleiding had bereikt, vaker geschoold werk had en vaker economisch zelfstandig was vergeleken met de moeders uit de controlegroep. In 2011 is er een ander Amerikaans voorschools programma geëvalueerd, namelijk het programma van de Chicago Parents Centers (Reynolds et al., 2011). Dit programma is voor kinderen vanaf drie jaar en wordt gedurende drie uur per dag, vijf dagen per week, het hele schooljaar aangeboden. De effecten van de CPC's worden in de evaluatie uitgedrukt in het rendement dat het programma oplevert. In het rapport wordt gesproken over een 'a total return to society' van ongeveer $10 per geïnvesteerde dollar.

## De kosten en baten van VVE
Uit de hierboven beschreven onderzoeken is een scala aan positieve effecten van voor- en vroegschoolse educatie bekend. Een belangrijk punt is echter dat de gevonden effecten noch over studies heen, noch over de tijd erg consistent zijn. Ook doven veel van deze effecten na verloop van tijd weer uit ('fade out'); de positieve effecten zijn voornamelijk korte-termijneffecten. Bij dit alles dient nog een relativerend voorbehoud gemaakt te worden. Er zijn namelijk aanzienlijk meer studies die geen effecten (nul-effecten) laten zien of die zelfs negatieve effecten opleveren. Met name beleidsmakers en bewindspersonen hebben de neiging selectief te shoppen en - ter ondersteuning van hun beleid - alleen de positieve effecten te rapporteren. Voor een juiste interpretatie van gerapporteerde effecten is het bovendien van wezenlijk belang goed na te gaan wanneer het programma is uitgevoerd, wat de context was, wie de specifieke doelgroepen vormden, door wie het programma werd uitgevoerd, wat de inhoud van het programma was, en hoelang het heeft geduurd en met welke intensiteit. Vaak blijkt dan dat programma's, doorgaans uit de VS, onvergelijkbaar zijn met die welke momenteel in Nederland worden uitgevoerd. Daarbij komt dan nog dat het in methodologisch opzicht veelal flink aan de onderzoeken schort, zodat voor zover er überhaupt effecten worden gerapporteerd onduidelijk is in hoeverre deze eenduidig aan VVE kunnen worden toegeschreven.
De meest genoemde (positieve) effecten gaan over het participeren op de arbeidsmarkt, de gezondheidssituatie en het sociale gedrag van mensen. Kinderen die gebruik hebben gemaakt van voor- en vroegschoolse educatievoorzieningen zijn later minder vaak werkloos, hebben hogere inkomens en komen minder vaak terecht in de criminaliteit in vergelijking met andere kinderen. Ook blijkt dat deze kinderen later socialer gedrag vertonen, meer zelfverzekerd en creatiever zijn. Daarnaast leidt hoogwaardige voor- en vroegschoolse educatie tot gezonder gedrag waardoor een langere levensduur bereikt wordt (Barnett, 1995; Van Kampen et al., 2005; Leseman et al., 1998; McKenney et al., 2007). Deze effecten zijn niet alleen positief voor de kinderen zelf, maar hebben ook een breder effect op de samenleving als geheel. Als deze kinderen door voor- en vroegschoolse educatie langer en succesvoller deelnemen aan het onderwijs, daarna vaker een goede baan vinden, minder afhankelijk zijn van sociale voorzieningen, minder in de criminaliteit terechtkomen en gezonder leven, levert dit, met name, economische voordelen op voor de hele maatschappij. Het scheelt de samenleving dan immers veel uitgaven op het gebied van bijvoorbeeld sociale uitkeringen of gezondheidszorg en daarbij levert de hogere arbeidsparticipatie ook meer belastinginkomsten op. Een aanzienlijke besparing dus op collectieve uitgaven en hogere (belasting)inkomsten voor de staat.

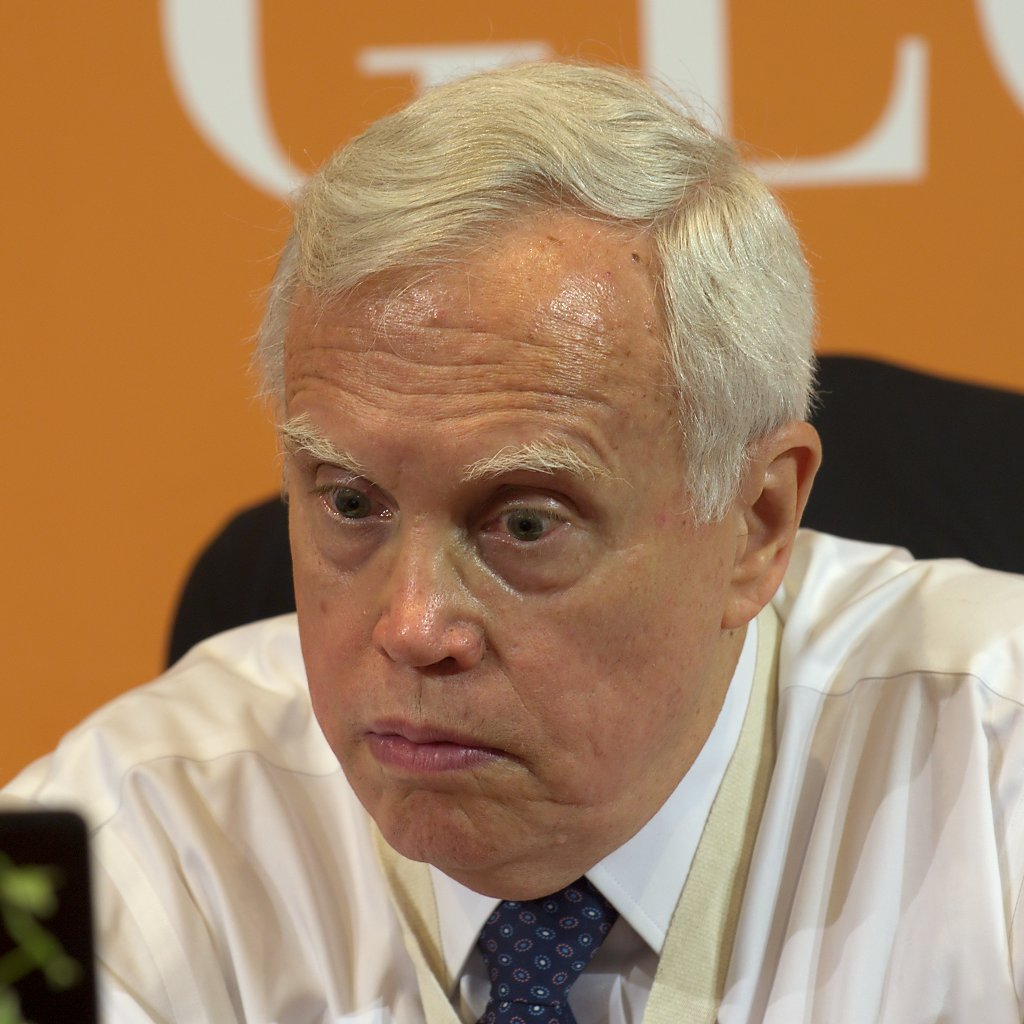
Nobelprijs winnaar James Heckman.

De effecten van voor- en vroegschoolse educatie, worden vaak uitgedrukt in economische kosten en batenanalyses, waarin de baten van enkele of alle bovenstaande voordelen worden meegenomen. Vaak wordt daarbij het werk van James Heckman (2000) genoemd, die uitspraken doet over het rendement van voor- en vroegschoolse educatie. Volgens Heckman is investeren in voor- en vroegschoolse educatie een van de weinige investeringen die ook daadwerkelijk resulteert in betere kansen voor met name achterstandskinderen. Zijn onderzoek wijst uit dat elke geïnvesteerde dollar vier tot negen dollar rendement oplevert. In vergelijking met investeren in volwasseneneducatie of andere investeringen, zoals het verbeteren van de infrastructuur en subsidies aan het bedrijfsleven, is dit erg veel. Om dit uit te leggen gebruikt Heckman et begrip 'human capital', oftewel menselijk kapitaal. Hiermee refereert hij aan een economische visie op het handelen van de mens en probeert hij competenties, kennis, sociale- en persoonlijke vaardigheden van mensen te beschrijven en uit te drukken in de economische waarde ervan voor de maatschappij. De conclusie van Heckman is dat een investering in jonge kinderen de beste investering is in het menselijk kapitaal omdat deze de samenleving op termijn het meeste oplevert. Hij geeft daarvoor twee redenen: 1. jonge mensen hebben een langere (horizon)/tijd voor zich waarin ze de vruchten kunnen plukken van de investeringen en dus ook een langere tijd om de maatschappij te laten profiteren van dat rendement. en 2. 'skill begets skill', met andere woorden, vaardigheden wekken nieuwe vaardigheden op. Vanuit dit perspectief pleit het Centraal Planbureau in Nederland ook voor investeren in voorzieningen en voor- en vroegschoolse educatie voor jonge kinderen (Centraal Planbureau, 2002).
Heckman wordt in Nederland (en daarbuiten) vaak opgevoerd als degene die het definitieve bewijs heeft geleverd voor de effectiviteit van VVE. Bij de conclusies van Heckman dienen evenwel de nodige voorbehouden te worden gemaakt. Hij leunt stevig op uiteenlopende in de VS uitgevoerde programma's en projecten, zoals het Perry Preschool Project, dat in 1962 op één locatie startte met (niet meer dan) 58 kinderen van 'African-American' moeders (voor de helft alleenstaand), met nauwelijks scholing en inkomen. De kinderen volgden gedurende 2 jaar vijf halve dagen per week het programma, hetgeen per kind per jaar $11.300 kostte (Campbell e.a., 2002; Coalition for Evidence-Based Policy, 2016). Bijzonder aan de kinderen, en daarmee volstrekt onvergelijkbaar met de doelgroep van het Nederlandse VVE, was dat zij waren geselecteerd op een IQ van tussen de 70 en 85 punten; dit zijn kinderen die hier ten lande naar het speciaal onderwijs zouden zijn gegaan. Een ander zogenoemd model-project dat Heckman vaak analyseert betreft het Abecedarian Project, dat in 1972 op één locatie is gestart met 57 kinderen van zeer jonge alleenstaande 'African American' moeders, die nog bij hun ouders inwoonden en onder de armoedegrens leefden. De kinderen en hun moeders namen vanaf de geboorte gedurende 8 jaar deel aan het programma, de hele dag, 5 dagen in de week en 52 weken per jaar. Het project kostte $18.000 per kind per jaar (Campbell, Ramey, Pungello, Sparling & Miller-Johnson, 2002; Coalition for Evidence-Based Policy, 2016). Ook deze doelgroep en zeker de duur en intensiteit van het programma zijn volkomen onvergelijkbaar met de Nederlandse situatie. Een derde 'programma' dat vaak door Heckman wordt geanalyseerd betreft het in 1965 gestarte en over de hele VS uitgerolde Head Start. Dit betreft een mengelmoes aan lokale projecten voor de voorschoolse periode, met een sterke oudercomponent en bedoeld voor gezinnen levend onder de armoedegrens. Head Start is in de meeste opzichten niet vergelijkbaar met het Nederlandse VVE, niet alleen niet qua financiering en budget, maar ook niet qua doelgroepen, organisatie, duur en intensiteit, vormgeving en inhoud (USC, 2007). Head Start kenmerkt zich niet alleen door een enorme diversiteit van lokale projecten, maar tegelijkertijd varieert ook de kwaliteit van die projecten enorm. In de door Heckman c.s. uitgevoerde samenvattende analyses wordt daar onvoldoende rekening mee gehouden (Elango e.a., 2015). Helaas wordt al dit soort noodzakelijke voorbehouden nooit vermeld wanneer 'bewijs' voor het belang van VVE wordt aangedragen (Bauchmüller, 2013; Driessen, 2016; Hanushek & Lindseth,2009; Lowenstein, 2011).
Ook in een artikel geschreven in opdracht van de OECD (Cleveland & Krashinsky, 2003) wordt gesproken over de kosten en baten van voor- en vroegschoolse educatie. Ze gebruiken de bewijsvoering van Donald Verry (1992) die de argumenten voor publieke financiering van voor- en vroegschoolse educatie diensten op een rijtje gezet heeft. Hierin maakt hij onderscheid in drie verschillende effectcategorieën. Ten eerste noemt hij de potentiële voordelen voor kinderen en de potentiële kosten die daarmee verbonden zijn. Daarna doet hij hetzelfde voor de categorie 'moeders en familie' en 'maatschappij'. Volgens de onderzoekers ligt het rendement ergens tussen de 1:2 en 1:7, waarbij de grootste effecten gevonden worden bij kinderen uit achterstandsgroepen.

##### Andere geluiden
Onlangs heeft Driessen (2012) de achtergronden en implementatie van VVE uitvoerig in kaart gebracht. Hij constateert allereerst dat de vaak gehanteerde kwalificatie 'erkende' VVE-programma's misleidend is. Deze aanduiding suggereert namelijk dat de effectiviteit van de desbetreffende programma's zou zijn aangetoond. Geen enkel van de in Nederland gebruikte programma's komt echter verder dan het laagste erkenningsniveau 'theoretisch goed onderbouwd'. Van geen enkel programma is empirisch aangetoond dat het effectief is. Enkele van de weinige op dit terrein uitgevoerde studies suggereren dat er op sommige onderdelen kleine effecten optreden. Op de meeste onderdelen worden echter geen effecten gevonden en er zijn zelfs recentelijk verschillende studies die op negatieve effecten wijzen, ofwel kinderen die VVE volgen scoren lager op taal- en rekentoetsen. Dat het aan enigerlei hard bewijs voor de werking van VVE ontbreekt is eigenlijk opmerkelijk. Na de mislukking van de invoering van het Studiehuis en de Tweede fase is de conclusie getrokken dat er voortaan alleen nog maar grootschalige programma's zouden mogen worden ingevoerd wanneer er voor de effectiviteit daarvan empirisch bewijs bestaat ('evidence based'). Met VVE gaat jaarlijks honderden miljoenen gemoeid, terwijl de effectiviteit onbewezen is. Zie ook Driessen, 2016; Driessen, 2017; Fukkink e.a., 2017.
Driessen vermoedt dat er geen effecten kunnen worden aangetoond, omdat er in de vertaalslag van de aan VVE ten grondslag liggende gedachtegang naar de dagelijkse VVE-praktijk verschillende hiaten zitten. Allereerst is er ten gevolge van de naar het niveau naar gemeenten en schoolbesturen doorgevoerde decentralisatie een enorme variatie ontstaan in de uitvoering. Het heeft er daarbij veel van weg dat elke gemeente voor zich het wiel opnieuw uit aan het vinden is. Driessen verwacht niet dat dit echt efficiënt is. VVE is oorspronkelijk bedoeld voor kinderen die thuis te weinig gestimuleerd worden op het gebied van de Nederlandse taal en andere ontwikkelingsdomeinen. De kinderen hebben daardoor zogenoemde blootstellingsachterstanden. Omdat gemeenten en scholen vrij zijn in het bepalen van de VVE-doelgroepen, krijgen vaak ook kinderen met ontwikkelingsstoornissen VVE, evenals kinderen met ouders die aan de drank of drugs zijn, die in scheiding liggen, die psychiatrische problemen hebben, die in een achterstandswijk wonen, etc. Een eerste probleem is dat er geen instrument bestaat voor de indicering van de doelgroepkinderen dat qua betrouwbaarheid en validiteit voldoet aan de geldende maatstaven. Een tweede probleem is dat de beschikbare VVE-programma's niet op deze andere doelgroepen zijn afgestemd en het de vraag is wat het effect is van dit niet matchen van doelgroep en programma. Sommigen vrezen dat het averechtse effecten heeft, omdat de desbetreffende kinderen doordat ze naar VVE gaan verstoken blijven van adequate hulp en hun problemen zich juist verergeren. Een ander probleem is dat veel peuterleidsters, die dus de kinderen qua Nederlandse taal zouden moeten stimuleren, zelf de Nederlandse taal onvoldoende machtig zijn. Daarnaast beschikken ze vaak ook onvoldoende over specifieke didactische en interactie-vaardigheden. Inmiddels zijn daarom in verschillende steden de leidsters gescreend op hun taalvaardigheid en indien nodig op taalcursus gestuurd. Een ander probleem betreft de doorgaande lijn van de voorschoolse naar de vroegschoolse fase. Over de voorschoolse fase (kinderdagverblijven en peuterspeelzalen) voert de gemeente de regie, over de vroegschoolse fase (de groepen 1 en 2 van de basisschool) het schoolbestuur. De gemeente kan andere en meer doelgroepen aanwijzen dan het schoolbestuur. De consequentie kan zijn dat een kind in de voorschoolse fase VVE volgt, maar in de vroegschoolse fase niet meer, en omgekeerd. Daarmee wordt de duur van het VVE-aanbod gehalveerd. Bovendien komt het voor dat het kind in de ene fase een ander VVE-programma krijgt aangeboden dan in de andere fase.
In een artikel van Van De Kuilen en Van Dongen (g.d.) worden vraagtekens gezet bij de interne validiteit van de effecten van VVE die hierboven genoemd worden. Het gaat dan met name om effecten die geconstateerd zijn in Amerikaanse longitudinale onderzoeken die betrekking hebben op de volgende bekende Amerikaanse VVE-programma's: HighScope (Perry Preschool), Abecedarian en de Chicago Child Parent Centra. Wat betreft de interne validiteit betwijfelen Van de Kuilen en Van Dongen (g.d.) of deze drie programma's als zodanig de beste verklaring zijn voor de gevonden effecten. Als alternatieve verklaring wordt gesuggereerd dat de gevonden lange termijneffecten niet direct een gevolg zijn van wat de programma's voor de kinderen betekenen, maar wat voor kansen ze bieden voor, met name, Afro-Amerikaanse tienermoeders van de kinderen die deelnemen. De schrijvers brengen naar voren dat de tienermoeders in staat worden gesteld om hun school af te maken, een baan te vinden en een veilige en stimulerende thuissituatie te creëren voor hun kinderen. Door deze verbeterde situatie van de tienermoeders kunnen kinderen zich maatschappelijk beter ontwikkelen en hebben ze over het algemeen ook een betere schoolloopbaan vergeleken met de kinderen van tienermoeders die deze kansen niet hebben gehad. Deze focus op de impact van de programma's op de tienermoeders, die erin slagen om na de VVE-periode zichzelf, en dus haar kind, beter staande te houden in de maatschappij, is een nieuw geluid ten opzichte van waar de meeste onderzoeken die de langetermijneffecten vaststellen zich met name op richten, namelijk het effect van de programma's op de resultaten van de kinderen. Van De Kuilen en Van Dongen (g.d.) gaan er, met andere woorden, van uit dat de verklaring voor het vinden van langetermijneffecten van VVE ligt in het neveneffect dat tienermoeders de kans krijgen zich op maatschappelijk gebied te ontwikkelen, waardoor ze, op hun beurt, in staat zijn betere kansen te creëren voor hun kind. De vraagtekens die gezet worden bij de interne validiteit van de effecten van VVE hebben, zoals gezegd, betrekking op de specifieke Amerikaanse context waarin kinderen van afro-Amerikaanse tienermoeders een groot deel van de doelgroep vormen. Onderzoek in de toekomst zou moeten uitwijzen of een focus op het vergroten van de kansen van ouders ook in bijvoorbeeld Nederland uiteindelijk de langetermijneffecten van VVE voor kinderen zou kunnen versterken. Een mogelijke consequentie van de alternatieve verklaring van Van De Kuilen en Van Dongen (g.d.) zou kunnen zijn dat het belang van de oudercomponent binnen VVE wordt herkend en een grotere rol gaat spelen in zowel onderzoek als beleid.
Er zijn veel aanwijzingen dat de baten van de investering in VVE de kosten kunnen overtreffen, maar dat is geen automatisch mechanisme. In de literatuur wordt een aantal factoren genoemd die van invloed zijn op de vraag of een investering in VVE inderdaad zo'n gunstig effect heeft op kind en samenleving dat het opweegt tegen de kosten. Factoren die genoemd worden zijn onder andere de bepaling van de doelgroep; de intensiteit van het aangeboden programma; ouderbetrokkenheid; de kwaliteit van het vve-programma; breedte van het programma.

### Doelgroep
Cleveland en Krashinsky (2003) beschrijven hoe de balans tussen kosten en baten beïnvloed kan worden door scherp te zijn in de keuze voor de doelgroep. Ze betogen dat de belangrijkste factor die het effect van het vve-programma bepaalt, de kwaliteit van de voorziening is. Hoe groter de kwaliteit, hoe sterker het gunstige effect is op het rendement van de vve-voorziening. Met andere woorden, de voordelen voor kinderen nemen toe naarmate het kwaliteitsniveau omhoog gaat (Cleveland & Krashinsky, 2003). Dit geldt echter ook voor de kosten. Hoe hoger de kwaliteit van voor- en vroegschoolse educatie voorzieningen, hoe hoger de kosten. Daarom concluderen Cleveland en Krashinsky (2003) dat het vve-beleid zo zou moeten worden ontworpen dat daarin de meest gunstige balans tot uitdrukking komt tussen de kosten en de baten. Vanuit economisch oogpunt betekent dat dan ook een keuze voor een bepaalde doelgroep, namelijk een focus op die kinderen en gezinnen voor wie de voordelen groter zijn dan de kosten.
Ook Barnett (2007) wijst op het belang van de doelgroep als potentiële voorspeller voor de effectiviteit en het economische rendement van voor- en vroegschoolse educatie voorzieningen. Een groot deel van het economische rendement komt voort uit de langetermijnperspectieven voor kinderen uit achterstandsgezinnen. Dit komt omdat deze kinderen relatief vaak met de problemen te maken hebben en krijgen die voor- en vroegschoolse voorzieningen proberen te verbeteren of voorkomen. Over het algemeen hebben deze kinderen lage cognitieve en sociale vaardigheden, blijven ze vaker zitten, worden ze vaker naar speciaal onderwijs verwezen, is er sprake van schooluitval, hebben ze een lager inkomen en komen ze vaker in aanraking met criminaliteit. Omdat dit de thema's zijn waar vaak op zowel korte- als langetermijneffecten worden behaald, is er bij deze doelgroep relatief veel economisch rendement te behalen.
Uiteraard komen de bovengenoemde problemen ook voor bij kinderen uit meer kansrijke gezinnen, maar toch in aanzienlijk mindere mate dan bij kinderen in kansarme gezinnen. Er blijkt, zo geeft Barnett (2007) aan, een lineair verband te zijn tussen het gezinsinkomen en de cognitieve en sociale vaardigheden van jonge kinderen. Dit betekent dat kinderen uit gezinnen met een hoog inkomen een optimale cognitieve en sociale ontwikkeling laten zien. In vergelijking daarmee is de ontwikkeling van kinderen uit gezinnen met een gemiddeld inkomen half zo optimaal, ook al zijn ze beter af in vergelijking met de kansarme kinderen. Met andere woorden, de problemen zoals zittenblijven en voortijdig school verlaten komen bij de kinderen uit gezinnen met een gemiddeld inkomen half zo vaak voor als bij kansarme kinderen. Ook al is het gemiddelde effect voor kinderen uit een gezin met een gemiddeld inkomen de helft van het rendement dat vve heeft voor kinderen uit kansarme gezinnen, dan nog, zo stelt Barnett (2007), is het rendement groot genoeg om te investeren in deze kinderen. Sterker nog, omdat de groep kinderen uit gezinnen met een gemiddeld inkomen zo groot is, kan de totale economische impact van de netto-voordelen van voor- en vroegschoolse educatie voorzieningen die gericht zijn op alle kinderen veel groter zijn dan voor voorzieningen die alleen toegankelijk zijn voor kinderen uit kansarme gezinnen (Barnett, 2007). Naast dit puur economische argument zijn er nog meer redenen om voor- en vroegschoolse educatie aan te bieden aan kinderen uit alle inkomensgroepen. Ten eerste heeft onderzoek uitgewezen dat kinderen uit achterstandsgezinnen meer profijt hebben van voor- en vroegschoolse educatie waar ook kinderen uit gezinnen met een hoog inkomen aan deelnemen. Ten tweede is inkomen geen permanent gegeven en zou selecteren op inkomen kunnen betekenen dat je kinderen uitsluit die na de selectieperiode door omstandigheden in een achterstandsituatie opgroeien. Het voortdurend re-evalueren van inkomensstatus zou kunnen betekenen dat de voorziening de nodige continuïteit mist. Daarnaast kost een eventuele selectieprocedure op basis van bijvoorbeeld inkomen veel tijd en geld en ook wat dat betreft heeft een voorziening die gericht is op alle kinderen de voorkeur.

### Intensiteit
De intensiteit van voor- en vroegschoolse educatie voorzieningen wordt vaak gekoppeld aan de effectiviteit. Uit een meta-analyse van Gorey (2001), waarin hij focust op de effecten van verschillende programma's, komt naar voren dat minder intensieve programma's minder effect hebben dan de intensievere programma's. Hij concludeert dat de langetermijneffecten die vaak in onderzoek beschreven worden alleen in de intensievere programma's kunnen worden bereikt. Onderzoek op dit punt wijst allemaal in de richting van hoe intensiever (minimaal 4 dagdelen per week) het programma, des te groter de effecten zijn (Doolaard & Leseman, 2009; Meij et al., 2009). Het Centraal Planbureau (Cornet et al., 2006) trekt dezelfde conclusie en stelt dat intensieve programma's van minimaal vier dagdelen per week betere resultaten lijken te geven dan programma's die minder intensief zijn. Ook Rutten (2004) geeft aan dat uit meta-evaluaties van programma's blijkt dat er minimaal vier dagdelen per week aangeboden moet worden.

### Ouderbetrokkenheid
Vaak wordt ouderbetrokkenheid als speerpunt genoemd omdat ouders grote invloed hebben op de ontwikkeling van kinderen. Het belang is in verschillende onderzoeken aangetoond (Verdonk, 2005). Ouderbetrokkenheid wordt daarom ook vaak genoemd in combinatie met de effectiviteit van voor- en vroegschoolse educatie. Onderzoek wijst uit dat ouderbetrokkenheid de kans op langetermijneffecten vergroot (Reynolds et al., 1996; Seitz, 1990; Reynolds, 1998). Ouderbetrokkenheid kan gestimuleerd worden door ook de ouders educatie aan te bieden of door ze direct te betrekken bij het programma dat hun kinderen volgen. Wanneer ouders betrokken zijn bij het programma bevordert dit de interacties tussen ouders en kinderen en vergroot het hun aandacht en inzet bij de educatie van hun kinderen (Reynolds, 1998). Ook van Kampen et al. (2005) geven aan dat voorzieningen die gericht zijn op zowel kinderen als ouders de meeste kans bieden op langetermijneffecten. In zijn studie laat Harskamp (2004) zien dat zowel internationale als Nederlandse onderzoeken uitwijzen dat de effectiviteit van voor- en vroegschoolse educatie onder andere afhangt van de vraag of er activiteiten worden aangeboden die gericht zijn op het versterken van de relaties met ouders en het meer betrekken van ouders bij de ontwikkeling van hun kind.

### Kwaliteit programma

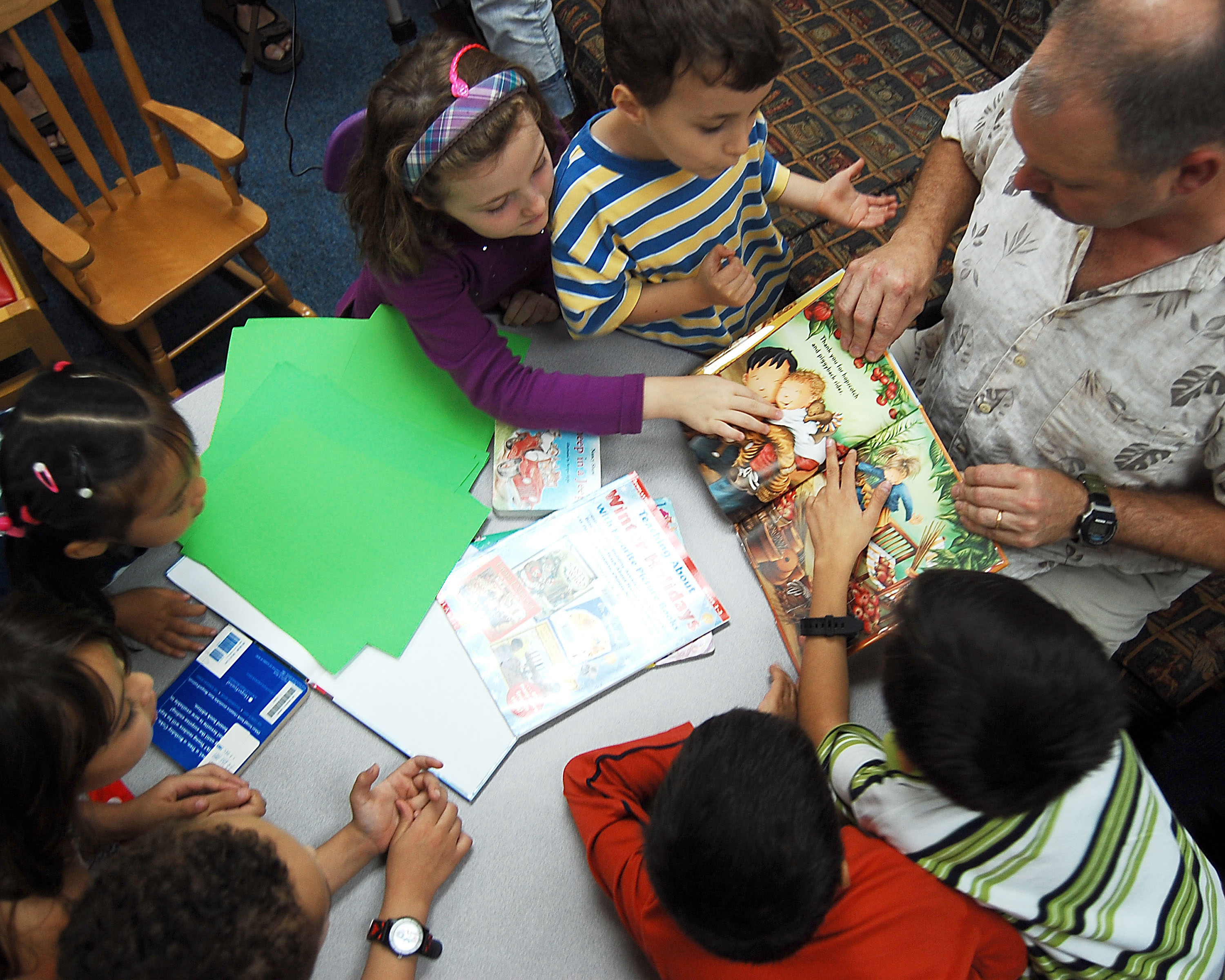
Samen lezen.

Zoals hierboven beschreven is kwaliteit een belangrijke voorwaarde voor het succesvol zijn van voor- en vroegschoolse educatie. De toegang tot voor- en vroegschoolse educatie voorzieningen uitbreiden zonder aandacht voor kwaliteit zal niet leiden tot de goede resultaten voor kinderen of de lange termijn voordelen voor de maatschappij (OECD, 2012). Barnett en Frede (2010) hebben op grond van wetenschappelijk onderzoek tien criteria opgesteld om kwaliteit van vve-programma's te meten. Veel van de hierboven genoemde factoren zijn terug te vinden in die criteria. Kort samengevat, hebben de eerste vier kwaliteitscriteria betrekking op het niveau van de leerkrachten en leidsters. Goed opgeleide leerkrachten en leidsters zijn cruciaal en kunnen de ontwikkeling en het leren van kinderen op een positieve manier beïnvloeden. Een aanbeveling van Barnett en Frede (2010) is dan ook dat alle leerkrachten en leidsters een bachelor diploma zouden moeten hebben en daarnaast een gespecialiseerde training in voor- en vroegschoolse educatie. Vervolgens zouden ze ook minimaal 15 uur per jaar bijscholing moeten krijgen. Deze conclusie baseren ze onder andere op onderzoek van Bowman, Donovan en Burns (2001), Frede (1998) en Whitebook et al. (1990) die laten zien dat leerkrachten en leidsters die meer dan 15 uur training per jaar ontvangen positiever en meer betrokken waren bij hun werk. Het vijfde en zesde criterium hebben betrekking op de grootte van de klas en de leerkracht/leidster-kindratio. Met kleine klassen en minder kinderen per leerkracht of leidster is er meer kans op interactie en krijgen de kinderen meer individuele aandacht, wat de ontwikkeling van kinderen ten goede komt. Ze concluderen dat klassen maximaal 20 kinderen zouden moeten bevatten en niet meer dan 10 kinderen per leidster of leerkracht. Het zevende criterium gaat over de verwachtingen over het leren en de ontwikkeling van kinderen. Voor- en vroegschoolse educatie voorzieningen zouden lichamelijk welzijn, motorische ontwikkeling, sociaal-emotionele ontwikkeling en cognitieve ontwikkeling moeten stimuleren. Vervolgens moet er, volgens het achtste en negende criterium, aandacht zijn voor het algemene welzijn van zowel kinderen als hun ouders. Er zou op zijn minst één maaltijd per dag moeten geserveerd, het zicht, gehoor en algemene gezondheid van kinderen moet regelmatig gecheckt worden, en er moet ruimte zijn voor frequente activiteiten die ouderbetrokkenheid stimuleren waarbij ook aandacht is voor voorlichting en ondersteuning aan ouders. Het laatste criterium heeft betrekking op het implementeren van geschikte evaluatie- en bewakingsmethoden waardoor voor- en vroegschoolse educatievoorzieningen voortdurend verbeterd kunnen worden. Barnett en Frede (2010) leggen uit dat tegemoetkomen aan deze tien criteria een minimumeis is voor voor- en vroegschoolse educatie van goede kwaliteit, maar dat het kwaliteit niet kan garanderen.
In het rapport 'Starting Strong III: A Quality Toolbox for Early Childhood Education and Care' van de OECD worden ook verschillende aspecten van kwaliteit rondom voor- en vroegschoolse educatie besproken. In de afgelopen jaren hebben steeds meer OECD landen aanzienlijke inspanningen geleverd om de kwaliteit van hun voor- en vroegschoolse educatie voorzieningen te verbeteren. In het rapport worden vijf beleidsinstrumenten geschetst die gericht zijn op het verbeteren van de kwaliteit:
1. Benoem de kwaliteitsdoelen en de bijbehorende voorschriften: Onderzoek heeft uitgewezen dat het expliciet opstellen van kwaliteit-gerichte doelen kan helpen bij het consolideren van politieke bereidheid en het strategisch afstemmen van middelen met onderdelen die prioriteit vereisen. Daarnaast kan het meer consistente en gecoördineerde samenwerking tussen kinderdagverblijven en peuterspeelzalen bevorderen doordat ze allemaal werken vanuit dezelfde gedeelde sociale en pedagogische perspectieven. Ten slotte kan het een leidraad bieden voor de aanbieders van voor- en vroegschoolse educatie en biedt het meer duidelijkheid voor ouders.
2. Ontwikkel curricula en kwaliteitscriteria en implementeer die: Het ontwikkelen en implementeren van curricula en kwaliteitscriteria kan zorgen voor een gelijkmatige kwaliteit tussen verschillende instellingen. Het kan een leidraad zijn voor leidsters en leerkrachten over de manier waarop zij de ontwikkeling en het welzijn van kinderen kunnen stimuleren en het kan ouders informeren over hoe hun kind er voor staat.
3. Verbeter de werkomstandigheden, kwalificaties en trainingen voor de leidsters en leerkrachten: Dit kan bijdragen aan het verbeteren van de pedagogische kwaliteit dat in onderzoek vaak geassocieerd wordt met kinduitkomsten. Het vermogen van beter gekwalificeerd personeel om een hoogwaardige pedagogische omgeving te creëren speelt een belangrijke rol in de kwaliteit van voor- en vroegschoolse educatie. Ook de arbeidsomstandigheden kunnen invloed hebben op de kwaliteit doordat goede condities het gedrag en de inzet van leidsters en leerkrachten positief beïnvloeden waardoor kinderen zich in een meer stabiele omgeving kunnen ontwikkelen.
4. Betrek ouders en de gemeenschap: Ouderbetrokkenheid wordt steeds meer gezien als een belangrijk middel om kwaliteit van voor- en vroegschoolse educatie te bevorderen. Een goede band met ouders zorgt ervoor dat leidsters en leerkrachten toegang hebben tot de nodige informatie over kinderen. Daarnaast kan ouderbetrokkenheid het leren in de thuissituatie ook bevorderen. De betrokkenheid van de gemeenschap kan fungeren als een link tussen de gezinnen en de voor- en vroegschoolse educatie voorzieningen. Het kan een sociaal netwerk vormen dat vooral voor kansarme ouders een steun kan zijn door het verminderen van stress en het helpen bij het maken van keuzen.
5. Verzamel, bewaak en beoordeel informatie over processen en resultaten: Informatie verzamelen en bewaken kan helpen verbeterpunten te vinden en de kwaliteit van voor- en vroegschoolse voorzieningen te optimaliseren. Het kan worden gebruikt om passende beleidsmaatregelen vast te stellen en te analyseren, en ook kan de informatie gebruikt worden om ouders te helpen weloverwogen beslissingen te nemen over van welke voorziening ze gebruik willen maken en wat geschikt is voor hun kinderen.